# Dolomiti
Le Dolomiti (Dolomiten in tedesco, Dolomites in ladino, Dolomitis in friulano, Dołomiti in veneto, dette anche Monti pallidi), sono un insieme di gruppi montuosi delle Alpi Orientali italiane, a sud della catena principale alpina, quasi interamente comprese nelle regioni di Trentino-Alto Adige, Veneto e Friuli-Venezia Giulia (suddivise, in ordine di percentuale di distribuzione, tra le province di  Trento, Bolzano, Belluno, Pordenone, Udine), e con una piccola parte anche in Austria (le Dolomiti di Lienz) e in Slovenia (la parte orientale delle Alpi Giulie). 
Tra le zone più rinomate a livello naturalistico-ambientale e turistico delle Alpi, sede di un parco nazionale e nove parchi naturali e del più grande comprensorio sciistico italiano (Dolomiti Superski), il 26 giugno 2009 il Comitato esecutivo della Convenzione sul patrimonio materiale dell'umanità dell'UNESCO, riunita a Siviglia, le ha dichiarate Patrimonio dell'umanità.

## Terminologia

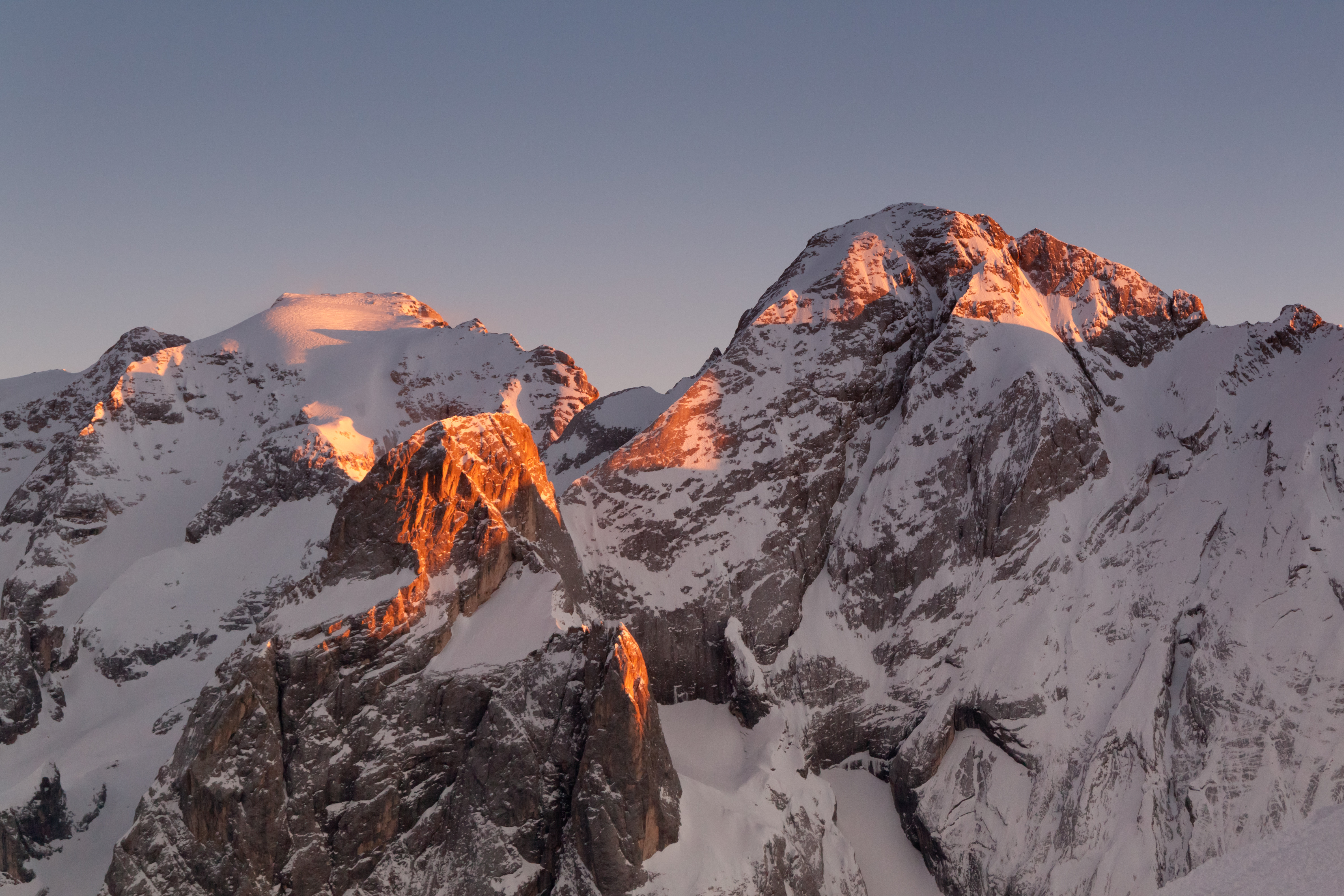
La Marmolada

Veduta delle Cinque Torri

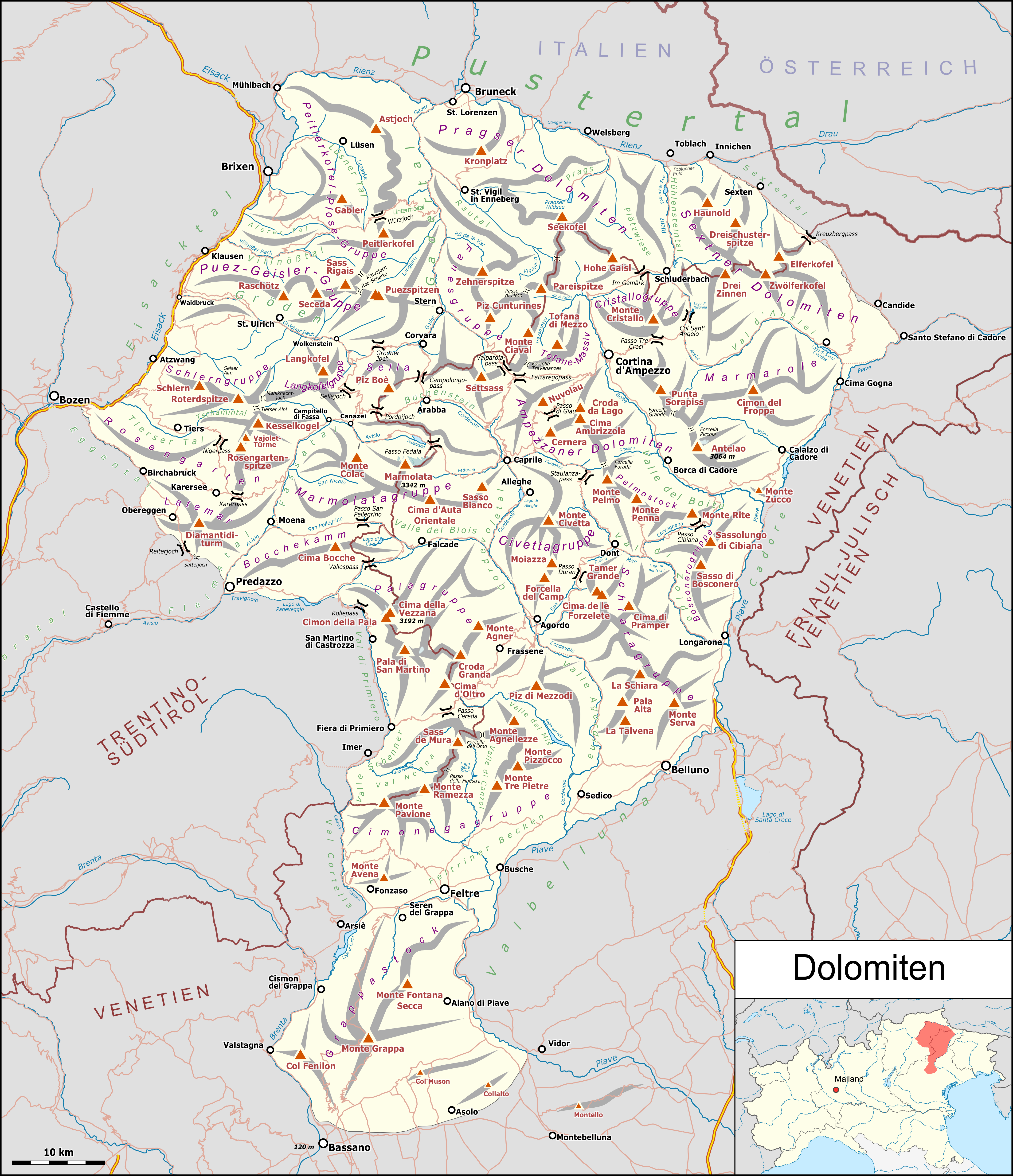
Mappa orografica delle Dolomiti secondo la suddivisione dell'AVE

Quando si parla di Dolomiti, ci si può riferire principalmente: 
- alla sezione Dolomiti della Partizione delle Alpi, della suddivisione didattica tradizionale delle Alpi e della SOIUSA. Essa ha continuità territoriale e limiti geografici ben precisi: l'Adige, l'Isarco, la Rienza, il passo di Monte Croce di Comelico, il Piave, il Brenta e il Fersina.
- al gruppo Dolomiti della AVE (Alpenvereinseinteilung der Ostalpen). I limiti di tale delimitazione non coincidono con quelli del punto precedente. Infatti, mentre a nord e ad est sono identici (l'Isarco, la Rienza, il passo di Monte Croce di Comelico e il Piave), a sud questa classificazione prevede che il gruppo si estenda ben oltre il Feltrino, includendo tutti i rilevi fra il Piave e il Brenta fino alla pianura (Massiccio del Grappa e Colli Asolani). Invece a ovest dal Brenta il limite procede lungo il torrente Cismon fino al passo Rolle, segue il Travignolo, risale per pochi metri l'Avisio per poi raggiungere il passo di Pampeago e da qui l'Isarco lungo il torrente Ega. Tale confine esclude pertanto le Dolomiti di Fiemme che sono considerate un gruppo a sé stante.
- all'insieme di gruppi montuosi caratterizzati dalla prevalenza di roccia dolomitica. Tali gruppi si trovano principalmente all'interno della sezione alpina definita come Dolomiti, ma alcuni appartengono anche ad altre sezioni[4]. Per contro, alcuni gruppi montuosi inseriti nella sezione Dolomiti hanno poca o nessuna natura dolomitica[5]. Nel 2009 una parte di questi massicci fu inclusa nel nuovo bene protetto dall'UNESCO, patrimonio dell'umanità, con il nome di "Dolomiti".

La presente voce tratta delle Dolomiti secondo la terza definizione, pertanto dal punto di vista geologico e culturale. Per la trattazione delle Dolomiti riguardanti divisioni geografiche convenzionali (prima e seconda definizione) si rimanda alla voce Dolomiti (sezione alpina).

## Storia
(Dino Buzzati, Ma le Dolomiti cosa sono?)

### Origine del nome
Le Dolomiti prendono il nome dal naturalista francese Déodat de Dolomieu (1750-1801) che per primo studiò il particolare tipo di roccia predominante nella regione, battezzata in suo onore dolomia, costituita principalmente dal minerale dolomite (MgCa(CO3)2) ovvero carbonato doppio di calcio e magnesio. 
La prima denominazione geografica del termine "Dolomiti" comparve nel 1837 in una guida edita a Londra, per descrivere una regione montuosa comprendente le valli di Fassa, Gardena, Badia, la val Pusteria nonché le Alpi venete. Nel 1864 fu pubblicato il volume The Dolomite Mountains, resoconto di viaggio di due naturalisti inglesi, J. Gilbert e G.C. Churchill. Con questo volume il termine fu introdotto a livello europeo.
Il nome utilizzato precedentemente all'introduzione del termine "Dolomiti", ossia Monti Pallidi trova la sua origine nella composizione chimica delle rocce dolomitiche, carbonato doppio di calcio e magnesio. Essa conferisce una particolare lucentezza e capacità di riflettere la luce circostante al minerale. Il termine si rifà, pertanto, al particolare candore che distingue la roccia dolomitica dalle tonalità più scure dei sistemi alpini circostanti. Questa particolare luminosità è stata attribuita dal folclore ad un prodigioso incantesimo.

## Geografia

### Delimitazione

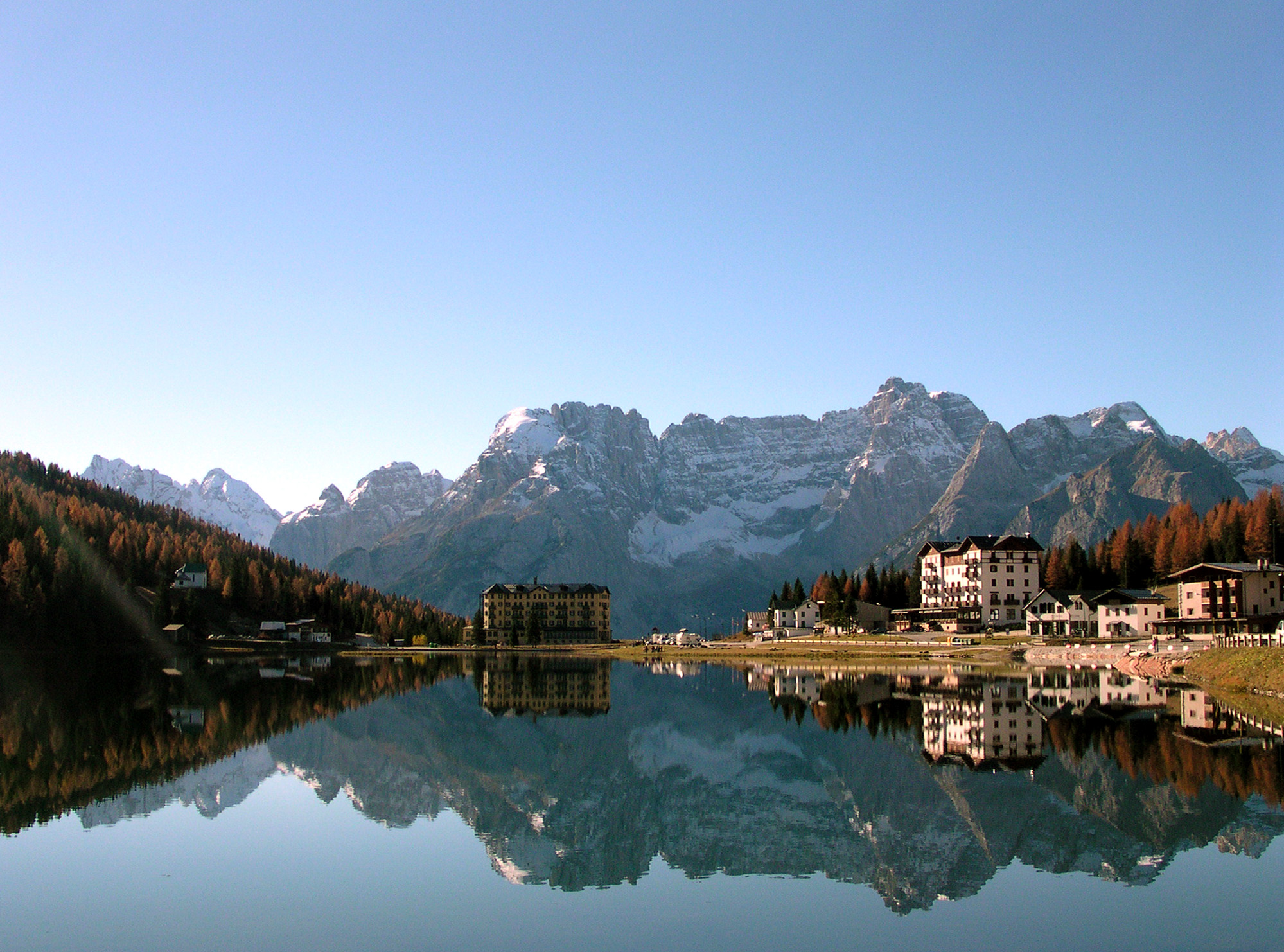
Lago di Misurina

Normalmente con il termine Dolomiti è solito riferirsi all'insieme di gruppi montuosi, caratterizzati da una prevalente presenza di roccia dolomitica, convenzionalmente delimitati a nord dalla Rienza e dalla Val Pusteria, a ovest dall'Isarco e dall'Adige con la valle omonima, a sud dal fiume Brenta da cui si stacca la Catena del Lagorai al confine con la Val di Fiemme e a est dal Piave e dal Cadore.
(Rosengarten)

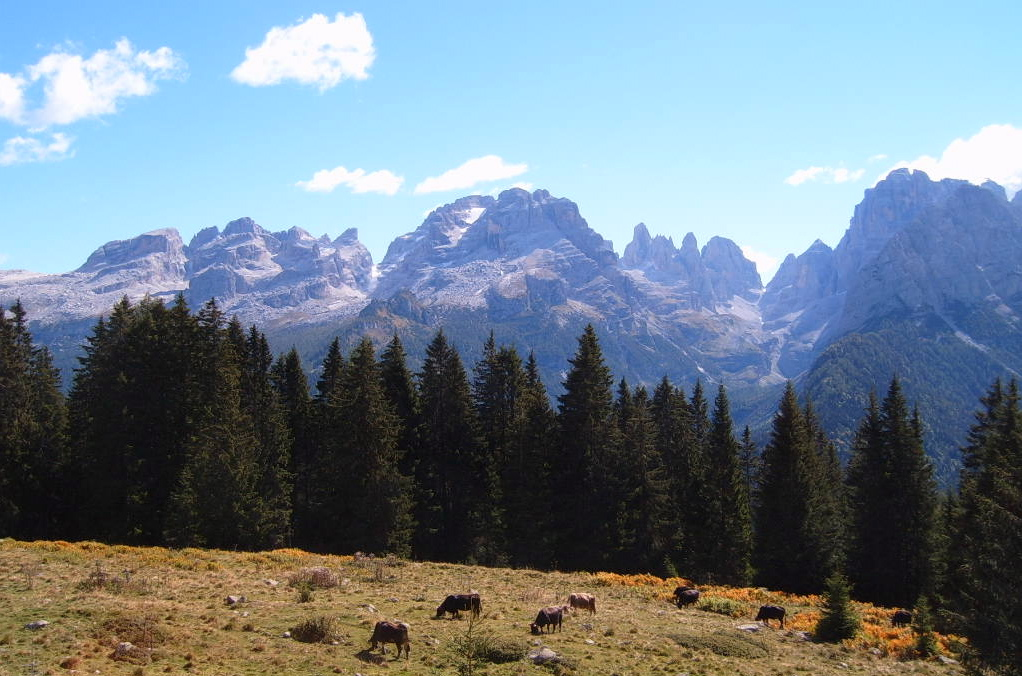
Dolomiti di Brenta

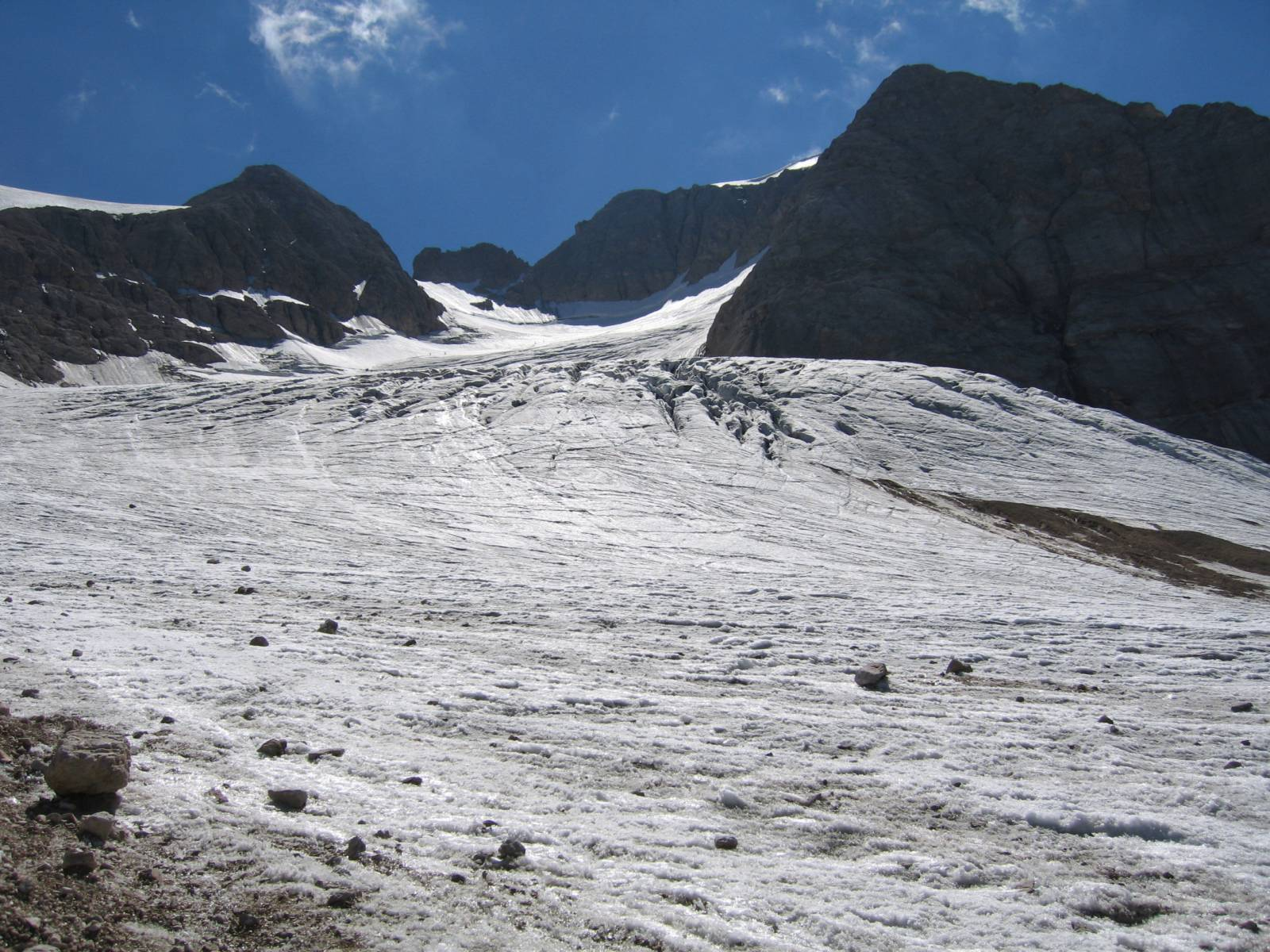
Marmolada, ghiacciaio

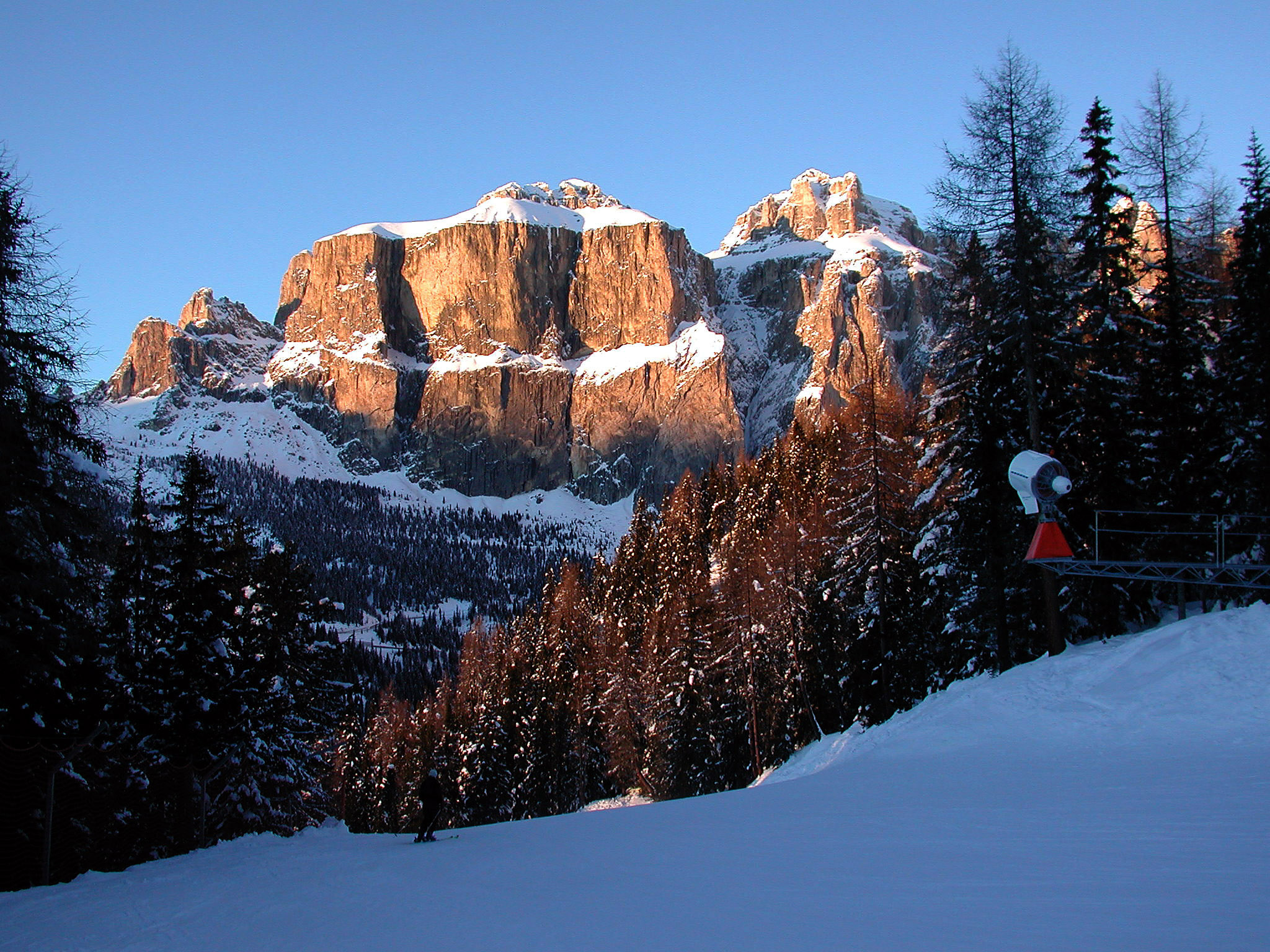
Gruppo del Sella, vista invernale

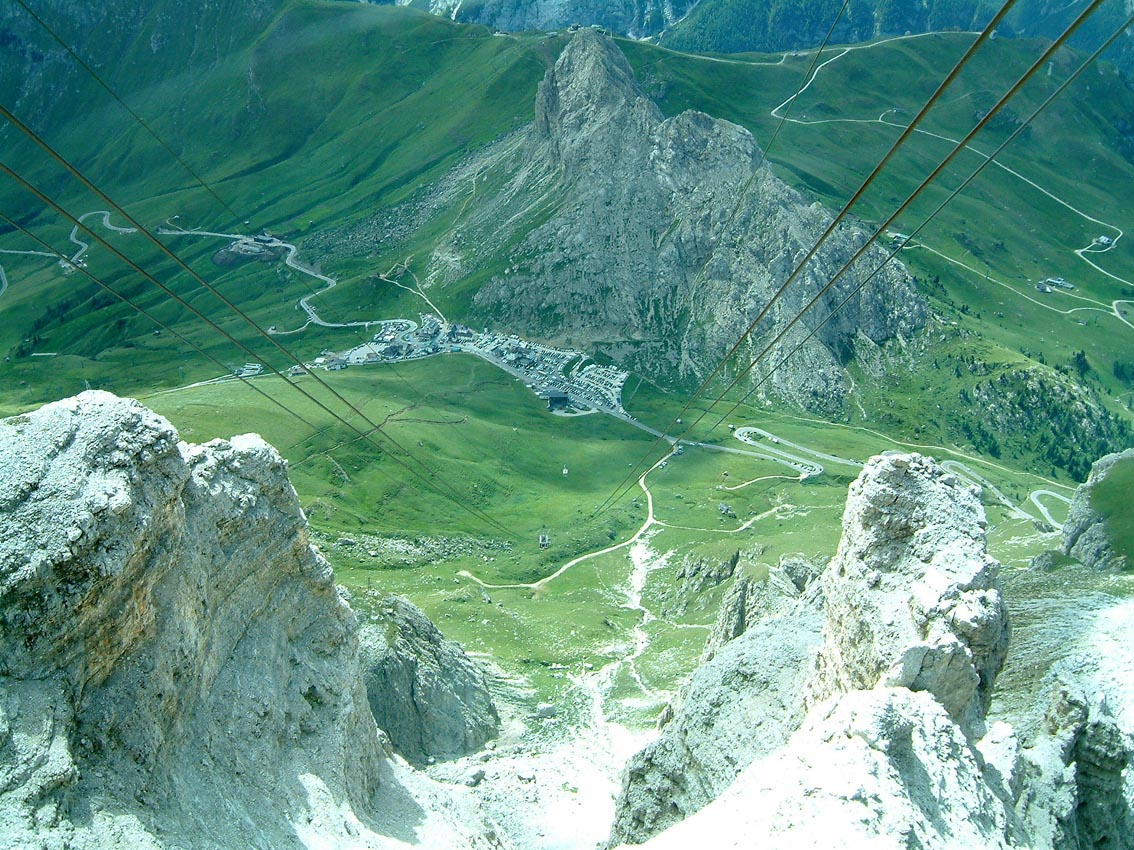
Passo Pordoi dal Sasso Pordoi

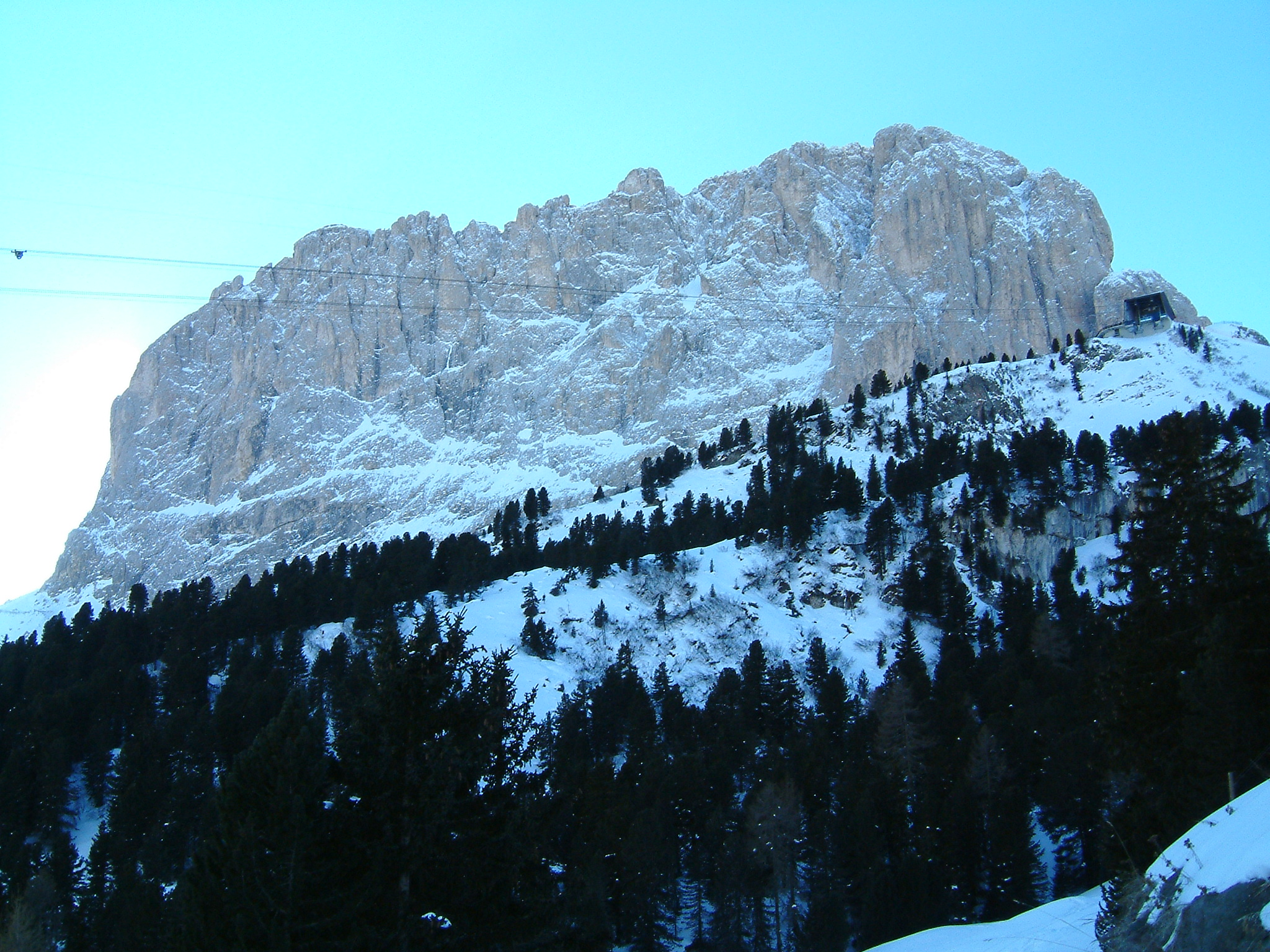
Sassolungo

L'esistenza delle Dolomiti d'Oltrepiave, situate a est del fiume Piave, nelle province di Belluno, Udine e Pordenone (e anche in parte dell'Austria, in bassa Carinzia, e nel Tirolo orientale le Dolomiti di Lienz), delle Dolomiti di Brenta, collocate nel Trentino occidentale, delle Piccole Dolomiti, fra Trentino e Veneto, e di affioramenti sparsi sulle Alpi (ad esempio la cima del Gran Zebrù nel gruppo Ortles-Cevedale oppure il gruppo Sernio-Grauzaria con pareti fino a 800 metri di altezza) evidenzia la natura puramente convenzionale di questa delimitazione territoriale.

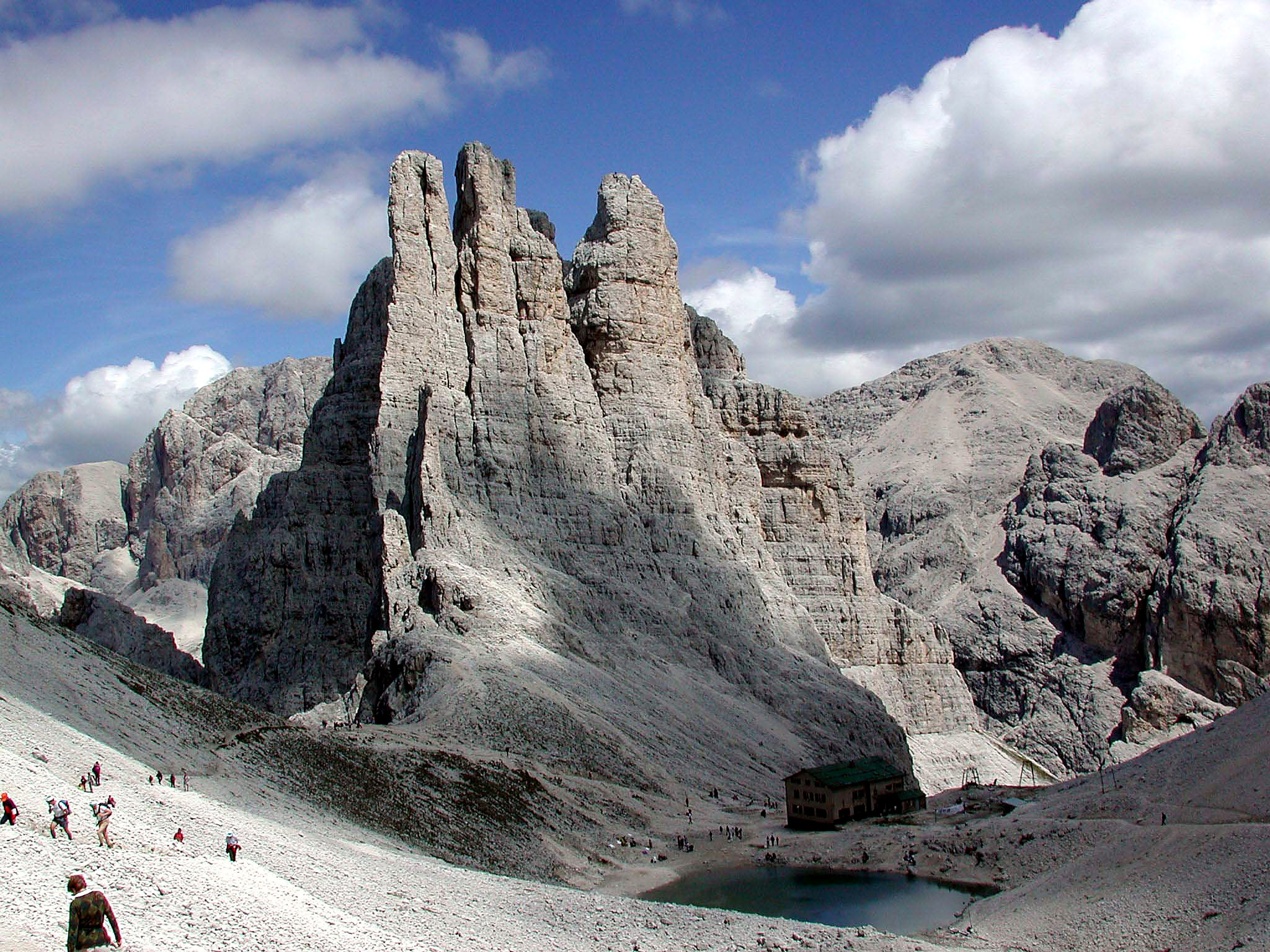
Torri del Vajolet

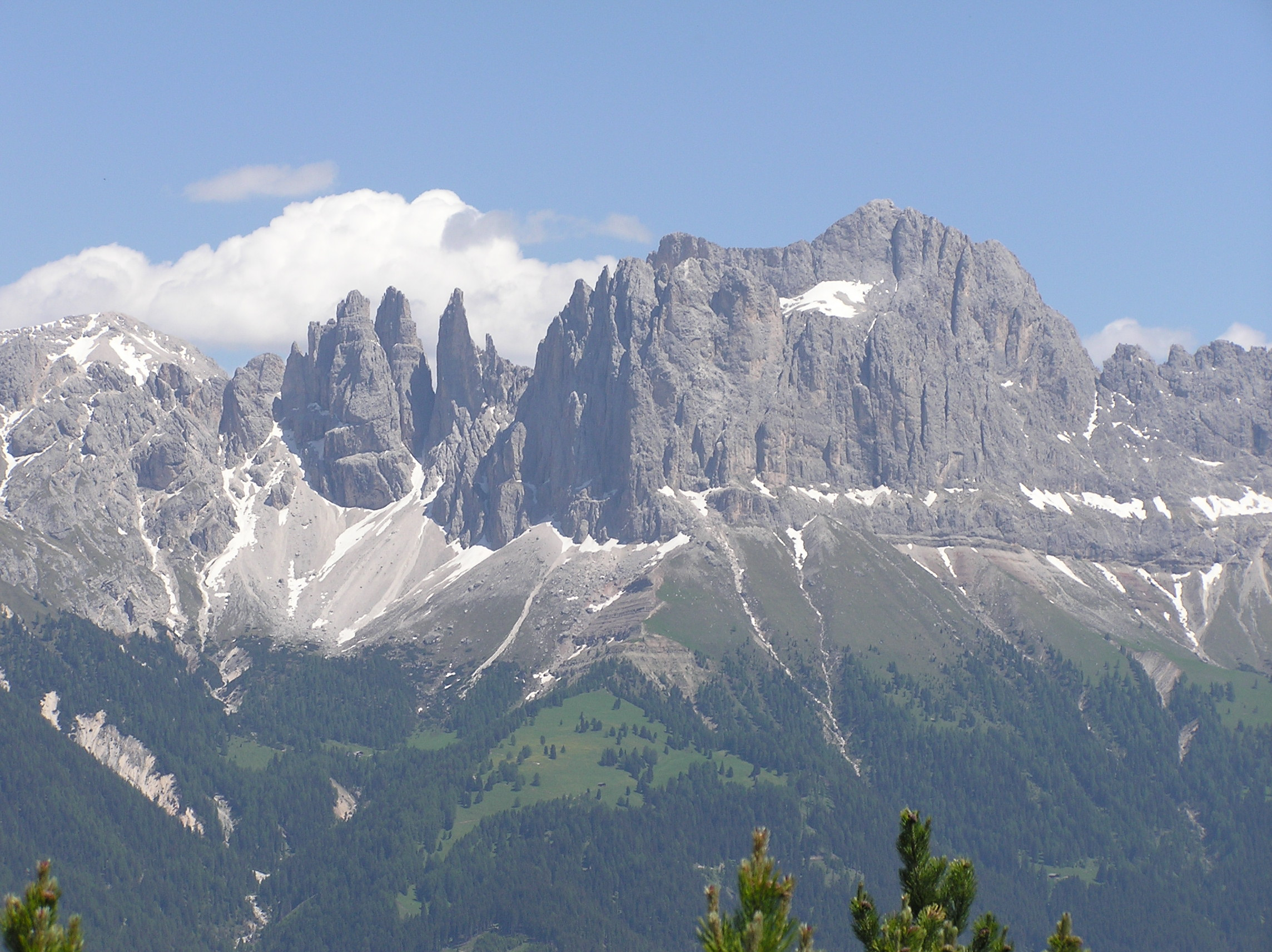
Gruppo del Catinaccio

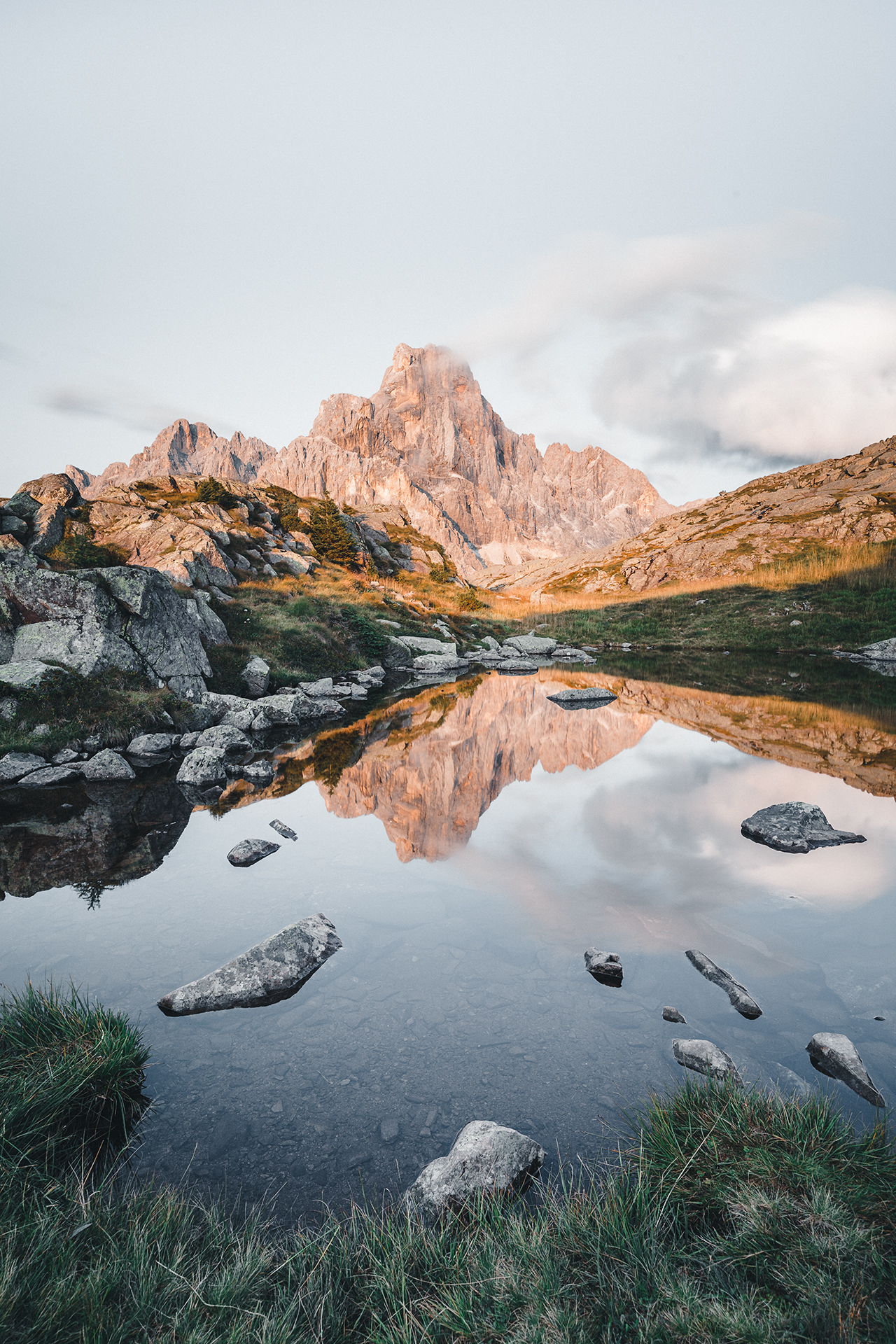
Pale di San Martino

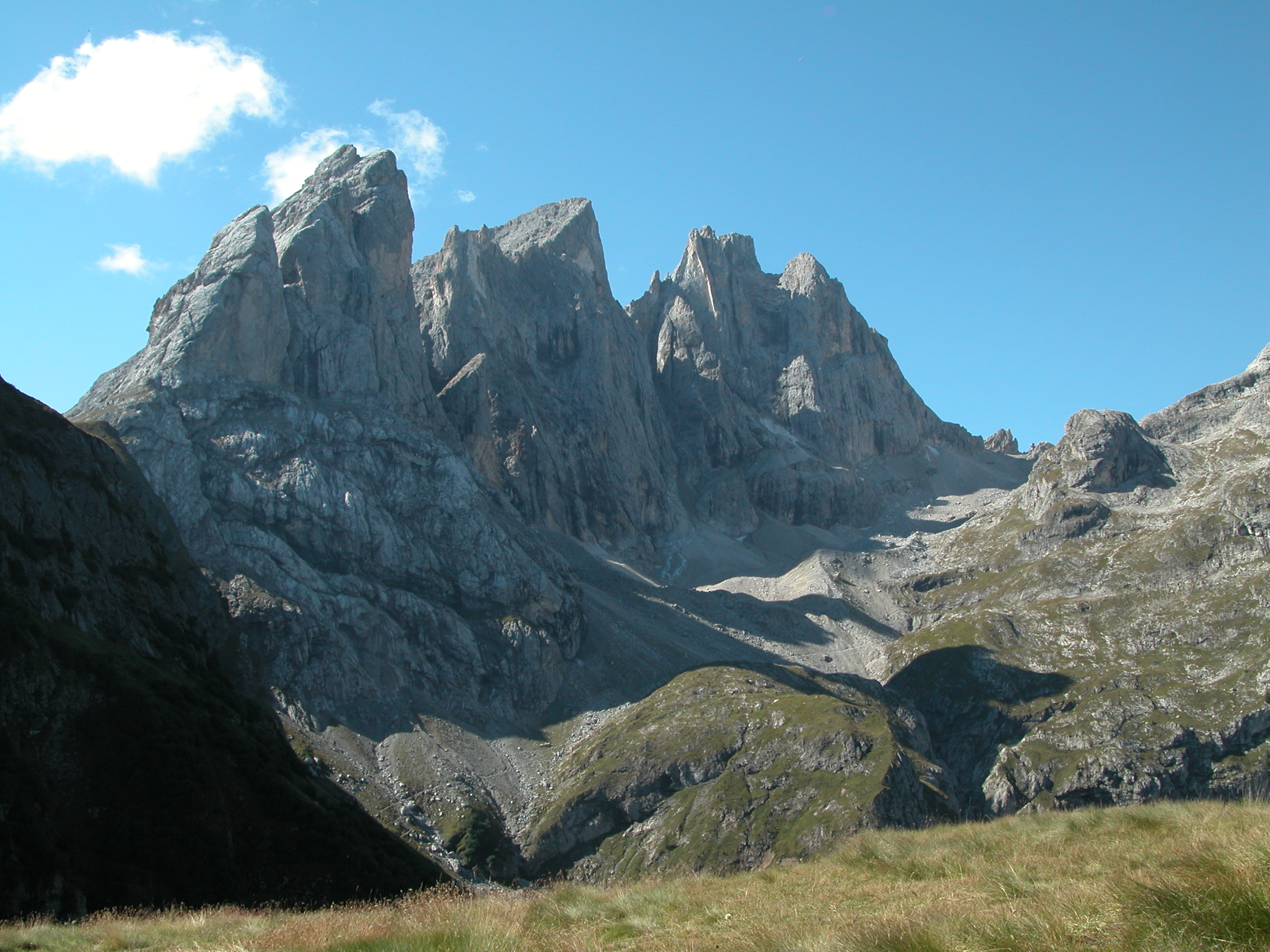
Gruppo del Focobon visto dalla forcella della Stia

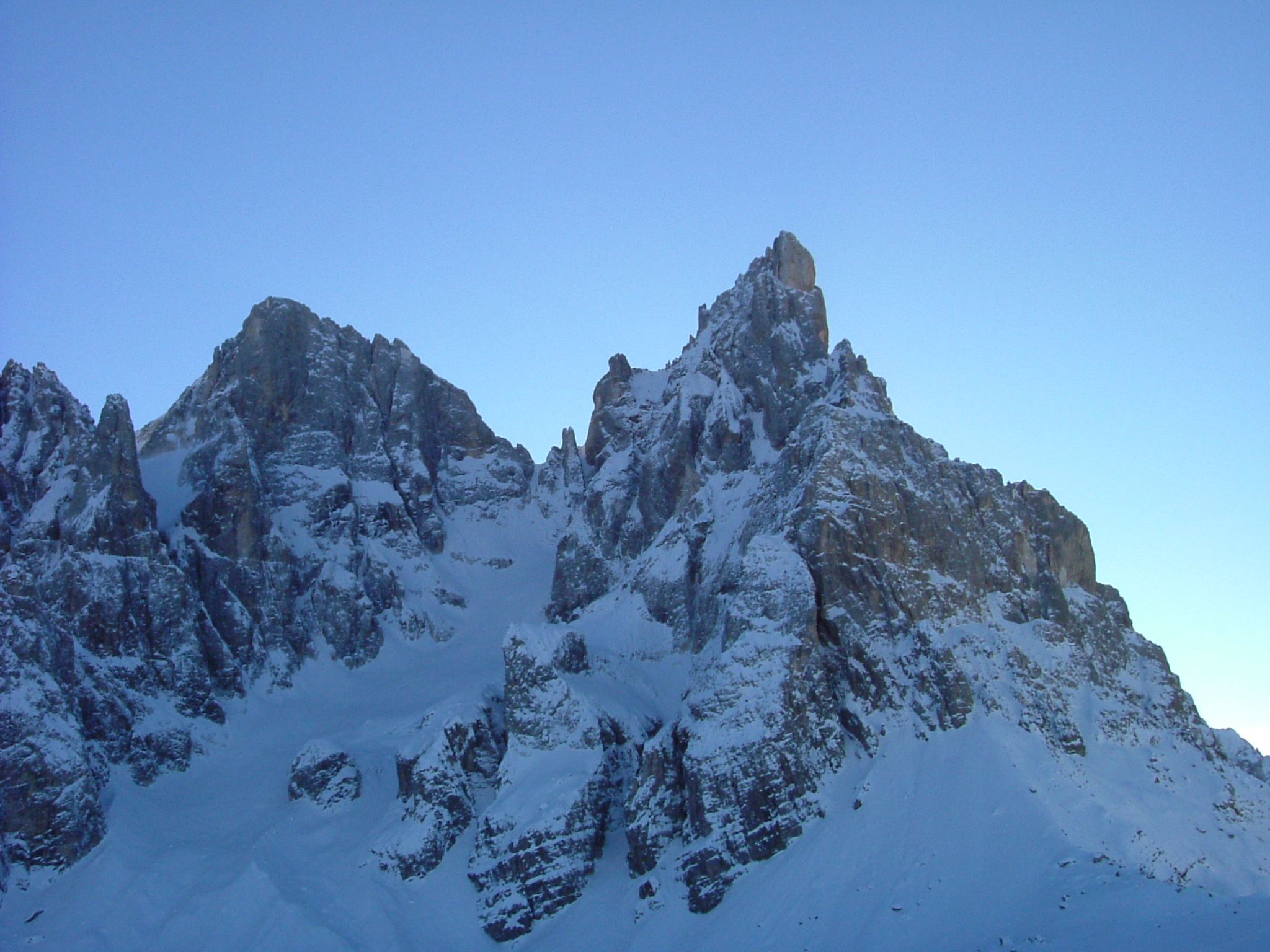
Cimon della Pala

Le Dolomiti, intese nell'accezione più ristretta, vengono divise in due zone dal corso del torrente Cordevole (il quale scorre in provincia di Belluno ed è il principale affluente del Piave), in Dolomiti Orientali, ovvero ad est del Cordevole e Dolomiti Occidentali ad ovest del Cordevole. L'area dolomitica si estende tra le province di Belluno, Bolzano, Trento, Udine e Pordenone. Comunemente si indica la Marmolada come la cima più alta delle Dolomiti, con i suoi 3.343 m s.l.m., ma è da notare come questa formazione non sia affatto costituita da dolomia, bensì in prevalenza da calcari bianchi molto compatti (anch’essi come la dolomia derivati da scogliere coralline), con inserti di materiale vulcanico.

#### Gruppi
Un elenco dei gruppi dolomitici può essere il seguente, tra parentesi sono riportate le province di appartenenza:
- Gruppi tra l'Adige ed il Piave:
  - Gruppo della Marmolada (Belluno, Trento)
  - Gruppo del Latemar (Bolzano, Trento)
  - Gruppo del Catinaccio (Trento, Bolzano)
  - Gruppo del Sella (Bolzano, Trento, Belluno)
  - Gruppo del Sassolungo (Bolzano, Trento)
  - Gruppo delle Pale di San Martino (Belluno, Trento)
  - Gruppo Odle-Puez (Bolzano)
  - Gruppo Plose-Putia (Bolzano)
  - Massiccio dello Sciliar (Bolzano)
  - Gruppo delle Conturines o di Fanes (Bolzano)
  - Gruppo di Fanis (Belluno, Bolzano)
  - Gruppo della Croda Rossa d'Ampezzo (Belluno, Bolzano)
  - Gruppo delle Tre Cime di Lavaredo (Belluno, Bolzano)
  - Gruppo del Monte Piana (Belluno, Bolzano)
  - Gruppo del Popera (Belluno, Bolzano)
  - Gruppo della Croda dei Toni (Belluno, Bolzano)
  - Gruppo dei Tre Scarperi (Bolzano)
  - Gruppo Rondoi-Baranci (Bolzano)
  - Gruppo del Picco di Vallandro (Bolzano)
  - Gruppo del Cristallo (Belluno, Bolzano)
  - Gruppo del Pomagagnon (Belluno)
  - Gruppo dei Cadini di Misurina (Belluno)
  - Gruppo delle Tofane (Belluno)
  - Gruppo del Col di Lana (Belluno)
  - Gruppo del Sorapiss (Belluno)
  - Gruppo delle Marmarole (Belluno)
  - Gruppo dell'Antelao (Belluno)
  - Gruppo della Croda da Lago (Belluno)
  - Gruppo del Nuvolau (Belluno)
  - Monte Civetta (Belluno)
  - Gruppo del Pelmo (Belluno)
  - Gruppo di Bosconero (Belluno)
  - Gruppo Tamer-San Sebastiano (Belluno)
  - Gruppo dei Feruc o Monti del Sole (Belluno)
  - Coppolo-Vette Feltrine-Gruppo del Cimonega (Belluno, Trento)
  - Gruppo della Schiara (Belluno)
  - Gruppo della Vigolana (Trento)
  - Piccole Dolomiti (Trento, Vicenza, Verona)
- Gruppi oltre il Piave:
  - Gruppo delle Terze, Monte Siera e Gruppo dei Clap (Belluno, Udine)
  - Gruppo del Peralba-Rinaldo (Belluno, Udine)
  - Gruppo dei Longerin (Belluno)
  - Gruppo dei Brentoni (Belluno)
  - Gruppo delle Dolomiti Pesarine (Udine)
  - Gruppo degli Spalti di Toro e Monfalconi (Belluno, Pordenone, Udine)
  - Gruppo del Duranno e Cima dei Preti (Belluno, Pordenone)
  - Gruppo del Pramaggiore (Udine, Pordenone)
  - Gruppo della Cridola (Belluno, Udine)
  - Gruppo Sernio-Grauzaria (Udine)
  - Gruppo dello Zuc del Bôr (Udine)
  - Catena Chiarescons-Cornaget-Resettum (Pordenone, Udine)
  - Gruppo Col Nudo-Cavallo (Belluno, Pordenone)
- Altri gruppi:
  - Dolomiti di Brenta (Trento)
  - Catena del Baldo (Trento, Verona)
  - Gruppo Bondone-Stivo (Trento)
  - Dolomiti di Lienz (Austria)
  - Kalkkögel (Austria)
  - Catena Habicht-Serles (Austria)
  - Gruppo del Tribulaun (Bolzano, Austria)

#### Cime
Le cime principali sono le seguenti (non in ordine di altezza):
- Marmolada (Punta Penia, 3343 m)
- Antelao (3264 m)
- Latemar (Torri di Latemar, 2814 m)
- Gruppo del Catinaccio (Catinaccio d'Antermoia, 3004 m) con le Torri del Vajolet (2821 m)
- Gruppo del Sella (Piz Boè, 3151 m)
- Sassolungo (3184 m)
- Pale di San Martino (Cima Vezzana, 3192 m) e (Monte Agner, 2872 m)
- Gruppo Odle-Puez (Furchetta e Sass Rigais, 3025 m) con Sass de Putia (2875 m), Sassongher (2665 m) e Gruppo Cir (Gran Cir, 2592 m)
- Massiccio dello Sciliar (Monte Petz, 2662 m)
- Gruppo delle Conturines (Cima Conturines, 3064 m)
- Dolomiti di Sesto (Punta dei Tre Scarperi, 3145 m)
- Cristallo (Monte Cristallo, 3221 m)
- Cadini di Misurina (Cima Cadin di San Lucano, 2839 m)
- Tofane (Tofana di Mezzo, 3244 m)
- Gruppo delle Marmarole (Cimon del Froppa, 2932 m)
- Col di Lana (m 2452 m) con Sett Sass (2571 m) e Sass de Stria (2477 m)
- Sorapiss (3205 m)
- Gruppo della Croda da Lago (Cima Ambrizzola m 2715 m)
- Gruppo del Nuvolau (Averau, 2647 m)
- Gruppo del Civetta (Monte Civetta, 3220 m)
- Gruppo del Pelmo (3168 m)
- Gruppo del Bosconero (Sasso di Bosconero, 2468 m)
- Vette Feltrine (Monte Pavione, 2334 m) e Gruppo del Cimonega (Sass de Mura, 2550 m)
- Gruppo della Schiara (Monte Schiara, 2563 m)
- Dolomiti di Lienz (Grosse Sandspitze, 2770 m)
- Dolomiti Friulane (Cima dei Preti, 2703 m)
- Dolomiti Carniche (Dolomiti di Comelico, Monte Cavallino, 2689 m)
- Dolomiti Pesarine (Gruppo delle Terze, 2585 m)
- Dolomiti di Brenta (Cima Brenta, 3151 m)
- Piccole Dolomiti (Cima Carega, 2259 m)
- Kalkkögel (Schlicker Seespitze, 2804 m)
- Gruppo del Tribulaun (Tribulaun, 3097 m)

#### Vette più elevate
Nell’ambito delle Dolomiti sono state identificate 86 cime principali che superano i 3000 metri di altitudine. Questo numero è il risultato di una selezione rigorosa basata su criteri alpinistici e morfologici, quali l’indipendenza topografica, un’elevata prominenza, e la presenza di una via normale di salita autonoma.
Se si includono anche le cime secondarie, come anticime, spalle e punte minori dotate comunque di un certo interesse alpinistico, il numero sale a 113 elevazioni.
Considerando invece tutte le sommità superiori ai 3000 metri, comprese quelle prive di nome proprio o di reale significato morfologico o alpinistico, si arriverebbe a un totale di circa 125 rilievi, che però non vengono generalmente riconosciuti come cime indipendenti.
Le principali vette delle Dolomiti che superano i tremila metri sono (lista incompleta):
| Monte                                  | Altezza | sottosezione                                   | supergruppo                      | Provincia di appartenenza             |
| -------------------------------------- | ------- | ---------------------------------------------- | -------------------------------- | ------------------------------------- |
| Marmolada (Punta Penia)                | 3.343   | Dolomiti di Gardena e di Fassa                 | Dolomiti di Fassa                | Belluno - Trento                      |
| Marmolada (Punta Rocca)                | 3.309   | Dolomiti di Gardena e di Fassa                 | Dolomiti di Fassa                | Belluno - Trento                      |
| Antelao                                | 3.264   | Dolomiti di Sesto, di Braies e d'Ampezzo       | Dolomiti Cadorine                | Belluno                               |
| Tofana di Mezzo                        | 3.244   | Dolomiti di Sesto, di Braies e d'Ampezzo       | Dolomiti Ampezzane               | Belluno                               |
| Tofana di Dentro                       | 3.238   | Dolomiti di Sesto, di Braies e d'Ampezzo       | Dolomiti Ampezzane               | Belluno                               |
| Marmolada (Punta Ombretta)             | 3.230   | Dolomiti di Gardena e di Fassa                 | Dolomiti di Fassa                | Belluno - Trento                      |
| Tofana di Rozes                        | 3.225   | Dolomiti di Sesto, di Braies e d'Ampezzo       | Dolomiti Ampezzane               | Belluno                               |
| Cristallo                              | 3.221   | Dolomiti di Sesto, di Braies e d'Ampezzo       | Dolomiti Ampezzane               | Belluno                               |
| Monte Civetta                          | 3.220   | Dolomiti di Zoldo                              | Dolomiti Settentrionali di Zoldo | Belluno                               |
| Marmolada (Punta Serauta)              | 3.218   | Dolomiti di Gardena e di Fassa                 | Dolomiti di Fassa                | Belluno                               |
| Marmolada (Gran Vernel)                | 3.210   | Dolomiti di Gardena e di Fassa                 | Dolomiti di Fassa                | Trento                                |
| Punta Sorapiss                         | 3.205   | Dolomiti di Sesto, di Braies e d'Ampezzo       | Dolomiti Ampezzane               | Belluno                               |
| Vezzana                                | 3.192   | Dolomiti di Feltre e delle Pale di San Martino | Gruppo Pale di San Martino-Feruc | Belluno - Trento                      |
| Cimon della Pala                       | 3.184   | Dolomiti di Feltre e delle Pale di San Martino | Gruppo Pale di San Martino-Feruc | Trento                                |
| Sassolungo                             | 3.181   | Dolomiti di Gardena e di Fassa                 | Dolomiti di Gardena              | Bolzano                               |
| Antelao (Punta Menini)                 | 3.177   | Dolomiti di Sesto, di Braies e d'Ampezzo       | Dolomiti Cadorine                | Belluno                               |
| Pelmo                                  | 3.169   | Dolomiti di Zoldo                              | Dolomiti Settentrionali di Zoldo | Belluno                               |
| Antelao (Punta Chiggiato)              | 3.163   | Dolomiti di Sesto, di Braies e d'Ampezzo       | Dolomiti Cadorine                | Belluno                               |
| Croda Marcora                          | 3.154   | Dolomiti di Sesto, di Braies e d'Ampezzo       | Dolomiti Ampezzane               | Belluno                               |
| Punta dei Tre Scarperi                 | 3.152   | Dolomiti di Sesto, di Braies e d'Ampezzo       | Dolomiti di Sesto                | Bolzano                               |
| Piz Popena                             | 3.152   | Dolomiti di Sesto, di Braies e d'Ampezzo       | Dolomiti Ampezzane               | Belluno                               |
| Piz Boè                                | 3.152   | Dolomiti di Gardena e di Fassa                 | Dolomiti di Gardena              | Belluno - Trento - Bolzano            |
| Cima Brenta                            | 3.151   | Dolomiti di Brenta                             | Dolomiti di Brenta               | Trento                                |
| Croda Rossa d'Ampezzo                  | 3.146   | Dolomiti di Sesto, di Braies e d'Ampezzo       | Dolomiti di Braies               | Belluno - Bolzano                     |
| Antelao (Cima Fanton)                  | 3.142   | Dolomiti di Sesto, di Braies e d'Ampezzo       | Dolomiti Cadorine                | Belluno                               |
| Cima Tosa                              | 3.173   | Dolomiti di Brenta                             | Dolomiti di Brenta               | Trento                                |
| Cima dei Bureloni                      | 3.130   | Dolomiti di Feltre e delle Pale di San Martino | Gruppo Pale di San Martino-Feruc | Belluno - Trento                      |
| Punta Grohmann                         | 3.126   | Dolomiti di Gardena e di Fassa                 | Dolomiti di Gardena              | Bolzano - Trento                      |
| Crozzon di Brenta                      | 3.118   | Dolomiti di Brenta                             | Dolomiti di Brenta               | Trento                                |
| Cima Vallesinella                      | 3.114   | Dolomiti di Brenta                             | Dolomiti di Brenta               | Trento                                |
| Cima d'Ambiez                          | 3.102   | Dolomiti di Brenta                             | Dolomiti di Brenta               | Trento                                |
| Marmolada (Piccolo Vernel)             | 3.098   | Dolomiti di Gardena e di Fassa                 | Dolomiti di Fassa                | Trento                                |
| Tribulaun                              | 3.097   | Alpi dello Stubai                              | Alpi Breonie Occidentali         | Bolzano - Distretto di Innsbruck-Land |
| Croda dei Toni                         | 3.094   | Dolomiti di Sesto, di Braies e d'Ampezzo       | Dolomiti di Sesto                | Belluno - Bolzano                     |
| Cima Undici                            | 3.092   | Dolomiti di Sesto, di Braies e d'Ampezzo       | Dolomiti di Sesto                | Belluno - Bolzano                     |
| Spallone del Sassolungo                | 3.081   | Dolomiti di Gardena e di Fassa                 | Dolomiti di Gardena              | Bolzano                               |
| Cima Cunturines                        | 3.064   | Dolomiti di Sesto, di Braies e d'Ampezzo       | Dolomiti Orientali di Badia      | Bolzano                               |
| Marmolada (Sasso Vernale)              | 3.058   | Dolomiti di Gardena e di Fassa                 | Dolomiti di Fassa                | Trento - Belluno                      |
| Cima del Focobon                       | 3.054   | Dolomiti di Feltre e delle Pale di San Martino | Gruppo Pale di San Martino-Feruc | Belluno                               |
| Monte Popera                           | 3.046   | Dolomiti di Sesto, di Braies e d'Ampezzo       | Dolomiti di Sesto                | Belluno - Bolzano                     |
| Marmolada (Pizzo Serauta)              | 3.035   | Dolomiti di Gardena e di Fassa                 | Dolomiti di Fassa                | Belluno                               |
| Cima Mandron                           | 3.033   | Dolomiti di Brenta                             | Dolomiti di Brenta               | Trento                                |
| Marmolada (Punta Comates)              | 3.029   | Dolomiti di Gardena e di Fassa                 | Dolomiti di Fassa                | Trento                                |
| Cima Dieci                             | 3.026   | Dolomiti di Sesto, di Braies e d'Ampezzo       | Dolomiti Orientali di Badia      | Bolzano                               |
| Sass Rigais                            | 3.025   | Dolomiti di Gardena e di Fassa                 | Dolomiti di Gardena              | Bolzano                               |
| Furchetta                              | 3.025   | Dolomiti di Gardena e di Fassa                 | Dolomiti di Gardena              | Bolzano                               |
| Marmolada (Cima di Ombretta Orientale) | 3.011   | Dolomiti di Gardena e di Fassa                 | Dolomiti di Fassa                | Trento - Belluno                      |
| Cima dell'Uomo                         | 3010    | Dolomiti di Gardena e di Fassa                 | Dolomiti di Fassa                | Trento                                |
| Sasso di Valfredda                     | 3.009   | Dolomiti di Gardena e di Fassa                 | Dolomiti di Fassa                | Trento - Belluno                      |
| Torre di Brenta                        | 3.008   | Dolomiti di Brenta                             | Dolomiti di Brenta               | Trento                                |
| Gruppo del Sorapiss (Tre Sorelle)      | 3.005   | Dolomiti di Sesto, di Braies e d'Ampezzo       | Dolomiti Ampezzane               | Belluno                               |
| Catinaccio d'Antermoia                 | 3.004   | Dolomiti di Gardena e di Fassa                 | Dolomiti di Fassa                | Bolzano                               |
| Cima di Campido                        | 3.001   | Dolomiti di Feltre e delle Pale di San Martino | Gruppo Pale di San Martino-Feruc | Belluno                               |
| Le Mesules                             | 2.999   | Dolomiti di Gardena e di Fassa                 | Dolomiti di Gardena              | Bolzano                               |
| Cima Grande di Lavaredo                | 2.999   | Dolomiti di Sesto, di Braies e d'Ampezzo       | Dolomiti di Sesto                | Belluno - Bolzano                     |
| Spallone del Massodi                   | 2.999   | Dolomiti di Brenta                             | Dolomiti di Brenta               | Trento                                |
| Cima Falkner                           | 2.999   | Dolomiti di Brenta                             | Dolomiti di Brenta               | Trento                                |

### Valli
Le principali vallate dolomitiche sono:
- Val Rendena
- Valli Giudicarie Esteriori
- Val San Pellegrino
- Altopiano della Paganella
- Val d'Ambiez
- Val di Fiemme
- Val di Fassa
- Val di Funes
- Val Gardena
- Val Badia
- Valle di Livinallongo
- Valle del Primiero
- Val di Tires
- Val di Tovel
- Val d'Ega
- Vallata Agordina
- Valle del Biois
- Valle del Cordevole
- Val d'Ansiei
- Conca Ampezzana
- Val Boite
- Val Fiorentina
- Val di Landro
- Val di Zoldo
- Cadore
- Val Comelico e Sappada
- Val Pettorina
- Valle di San Lucano
- Valbelluna

### Passi e forcelle rotabili
| Nome                             | Altitudine (m) | Località collegate                              | Provincia di appartenenza |
| -------------------------------- | -------------- | ----------------------------------------------- | ------------------------- |
| Passo Sella                      | 2240           | Val Gardena - Canazei                           | Bolzano Trento            |
| Passo Pordoi                     | 2239           | Canazei – Livinallongo del Col di Lana          | Belluno Trento            |
| Passo di Valparola               | 2199           | Cortina, Agordino – Val Badia                   | Belluno Bolzano           |
| Passo Gardena                    | 2137           | Val Gardena – Val Badia                         | Bolzano                   |
| Passo di Falzarego               | 2117           | Livinallongo del Col di Lana – Cortina          | Belluno                   |
| Passo di Giau                    | 2236           | Selva di Cadore – Cortina                       | Belluno                   |
| Passo Staulanza                  | 1773           | Selva di Cadore – Zoldo                         | Belluno                   |
| Passo Cibiana                    | 1530           | Cadore – Zoldo                                  | Belluno                   |
| Passo Fedaia                     | 2046           | Rocca Pietore – Canazei                         | Belluno Trento            |
| Passo Valles                     | 2032           | Falcade – Predazzo                              | Belluno Trento            |
| Passo delle Erbe                 | 2003           | Val di Funes – Val Badia                        | Bolzano                   |
| Passo Rolle                      | 1984           | Predazzo – San Martino di Castrozza e Primiero  | Trento                    |
| Passo San Pellegrino             | 1918           | Falcade – Moena                                 | Belluno Trento            |
| Passo di Campolongo              | 1875           | Livinallongo del Col di Lana - Corvara in Badia | Belluno Bolzano           |
| Passo Tre Croci                  | 1808           | Cortina d'Ampezzo – Auronzo di Cadore           | Belluno                   |
| Passo di Lavazè                  | 1805           | Val d'Ega - Val di Fiemme                       | Bolzano Trento            |
| Passo di Costalunga              | 1753           | Nova Levante – Vigo di Fassa                    | Bolzano Trento            |
| Passo Nigra                      | 1688           | Val d'Ega - Valle di Tires                      | Bolzano                   |
| Campo Carlo Magno                | 1681           | Madonna di Campiglio - Val Rendena              | Trento                    |
| Passo di Monte Croce di Comelico | 1638           | Comelico – San Candido/Innichen                 | Belluno Bolzano           |
| Passo Duran                      | 1601           | Agordo – Zoldo                                  | Belluno                   |
| Passo Cimabanche                 | 1529           | Cortina d'Ampezzo – Dobbiaco/Toblach            | Belluno Bolzano           |
| Passo Cereda                     | 1372           | Primiero – Agordo                               | Trento                    |
| Forcella Lagazzon                | 1356           | Falcade-Vallada                                 | Belluno                   |
| Forcella Aurine                  | 1299           | Conca Agordina - Valle del Mis                  | Belluno                   |

### Passi e forcelle montani
| Nome                                                                 | Tipologia           | Altitudine (m) |
| -------------------------------------------------------------------- | ------------------- | -------------- |
| Passo del Travignolo (Valle dei Cantoni - Ghiacciaio del Travignolo) | sentiero attrezzato | 2925           |
| Passo di Val Strut (Vezzana - Val Strut)                             | sentiero attrezzato | 2870           |
| Passo delle Farangole (Val Grande - Val di Focobon)                  | sentiero attrezzato | 2814           |
| Passo d'Ombretta (Val di San Nicolò - Val d'Ombretta)                | sentiero            | 2727           |
| Passo della Sentinella (Val Popera - Val Fiscalina)                  | sentiero            | 2717           |
| Forcella del Sasso Lungo (Val Gardena - Campitello)                  | sentiero            | 2683           |
| Forcella di Stephen (Il Porton - Passo di Ball)                      | sentiero attrezzato | 2680           |
| Passo delle Coronelle (Lago di Carezza - Valle Vajolet)              | sentiero attrezzato | 2644           |
| Forcella Jou de la Tana (Cadore - Val d'Ansiei)                      | sentiero            | 2644           |
| Passo del Principe (Valle Vajolet - Valle del Ciamin)                | sentiero            | 2597           |
| Passo di Pravitale (Altopiano di Rosetta - Val Pradidali)            | sentiero            | 2580           |
| Passo delle Comelle (Altopiano di Rosetta - Val Gares)               | sentiero            | 2579           |
| Passo Rosetta (San Martino di Castrozza - Altopiano di Rosetta)      | sentiero attrezzato | 2573           |
| Passo Vajolet (Tires - Valle Vajolet)                                | sentiero            | 2549           |
| Passo di Canali (Primiero - Agordino)                                | sentiero            | 2497           |
| Passo dell'Alpe di Tires (Campitello - Tires)                        | sentiero            | 2455           |
| Forcella Lavaredo (Val Lavaredo - Val Fiscalina)                     | sentiero            | 2454           |
| Passo di Ball (San Martino di Castrozza - Val Pradidali)             | sentiero            | 2450           |
| Forcella di Giralba (Sesto - Auronzo di Cadore)                      | sentiero            | 2436           |
| Forcella Giau (Mondeval - Val Costeana)                              | sentiero            | 2360           |
| Col dei Bos (Valle del Falzarego - Valle Travernanzes)               | sentiero            | 2313           |
| Forcella Grande (San Vito di Cadore - Auronzo di Cadore)             | sentiero            | 2262           |
| Passo Tre Sassi (Cortina - San Cassiano)                             | sentiero            | 2199           |
| Passo Duron (Alta Val Duron - Alpe di Siusi)                         | sentiero            | 2168           |
| Forcella de la Ciavazoles (Cibiana di Cadore - Zoldo)                | sentiero            | 1994           |
| Forcella Forada (Selva di Cadore - San Vito di Cadore)               | strada              | 1975           |
| Forcella d'Alleghe (Alleghe - Valle di Zoldo)                        | sentiero            | 1820           |

### Idrografia

#### Laghi
- Lago di Misurina
- Lago di Alleghe
- Lago di Dobbiaco
- Lago di Braies
- Lago di Landro
- Lago di Auronzo (artificiale),
- Lago di Centro Cadore (artificiale)
- Lago di Fedaia (artificiale)
- Lago di Santa Croce
- Lago del Mis (artificiale)
- Lago di Molveno
- Lago di Tovel
- Lago di Carezza
- Lago di Barcis (artificiale)

### Geologia
La genesi di questo tipo di roccia carbonatica inizia attraverso accumuli di conchiglie, coralli e alghe calcaree e in ambiente marino e tropicale (simile all'attuale barriera corallina delle Bahamas e dell'Australia orientale), i quali ebbero luogo nel Triassico, circa 250 milioni di anni fa, in zone con latitudine e longitudine molto diverse dall'attuale locazione delle Dolomiti, dove esistevano mari caldi e poco profondi. Sul fondo di questi mari si accumularono centinaia di metri di sedimento che, sotto il loro stesso peso e perdendo i fluidi interni, si trasformarono in roccia. Successivamente, lo scontro tra la placca europea e la placca africana (orogenesi alpina) fece emergere queste rocce innalzandole oltre 3000 m sopra il livello del mare.
Sintetizzando, la storia orogenetica dolomitica è la seguente:
- 270-235 milioni di anni fa le rocce sedimentarie si accumulano in terra e in mare. Si formano atolli e barriere coralline, spesso sconvolti da eruzioni vulcaniche;
- 235-180 milioni di anni fa, calcari e dolomie si accumulano sul fondo di lagune piatte e costiere;
- 180-80 milioni di anni fa mari profondi permettono l'accumulo di calcari e marne in spessi strati,
- 20 milioni di anni fa nascono le montagne attraverso la deformazione degli antichi fondali. La placca africana si scontra con quella euroasiatica facendo sollevare le Dolomiti (ad esempio il Gruppo del Sella che si erge per quasi mille metri sul paesaggio circostante era un'unica grande barriera corallina).[11]

Un evidente ed assai interessante esempio di stratificazione geologica delle rocce è presente nel canyon del Bletterbach in Alto Adige. Sul Pelmetto in Cadore e ai Lavini di Marco presso Rovereto vi sono impronte fossili di dinosauro.
Il paesaggio attuale è spigoloso e ricco di dislivelli. A determinare tale trasformazione sono stati i piegamenti e le rotture delle rocce lungo piani di scorrimento (faglie), ai cui movimenti corrispondono altrettanti terremoti; episodiche esplosioni vulcaniche e relativi depositi; erosioni differenziali legate agli agenti atmosferici e ai piani di debolezza insiti nelle rocce. Ne risulta una topografia molto articolata in strutture verticali (pale, guglie, torri, pinnacoli, denti, campanili) ed orizzontali (tetti, cornicioni, spalti, cenge, plateau).Si possono osservare le testimonianze di periodi a clima temperato, precedenti a quelli glaciali, ma soprattutto dominano le forme di erosione ed accumulo legate ai periodi glaciali, gobbe rocciose levigate e striate dal ghiaccio (rocce montonate), valli sospese, circhi glaciali, depositi di morene, tracce di antichi suoli gelati (permafrost), testimonianze delle pressioni esercitate dalle masse glaciali.
L'innalzamento delle rocce dolomitiche è tuttora in corso. Oggi le Dolomiti mostrano il biancore dei carbonati di scogliera corallina, l'acutezza di rocce coinvolte in orogenesi recenti, le incisioni di potenti agenti esogeni (ghiacciai, vento, pioggia, freddo-caldo). Frequenti sono i macereti (depositi detritici), mentre ghiacciai e nevai sono presenti anche se non di grande estensione (il più esteso è quello della Marmolada. Importante anche quello di Fradusta nelle Pale di San Martino). Fenomeni di erosione sono alla base di particolari formazioni geologiche, le Piramidi di terra in Alto Adige e a Segonzano in Trentino.
Nel futuro geologico, le Dolomiti continueranno a crescere inglobando nuovi settori di rocce sospinte dallo scontro tra le placche europea e africana (analogamente a quanto succede per la catena himalayana). La scomparsa di questa spinta determinerà il prevalere degli agenti esogeni tendenti ad appianare e addolcire il paesaggio montano (come è successo negli Urali).
È anche da ricordare una particolare distribuzione di cime dolomitiche che costituisce la Meridiana di Sesto, nelle Dolomiti di Sesto Pusterìa. 

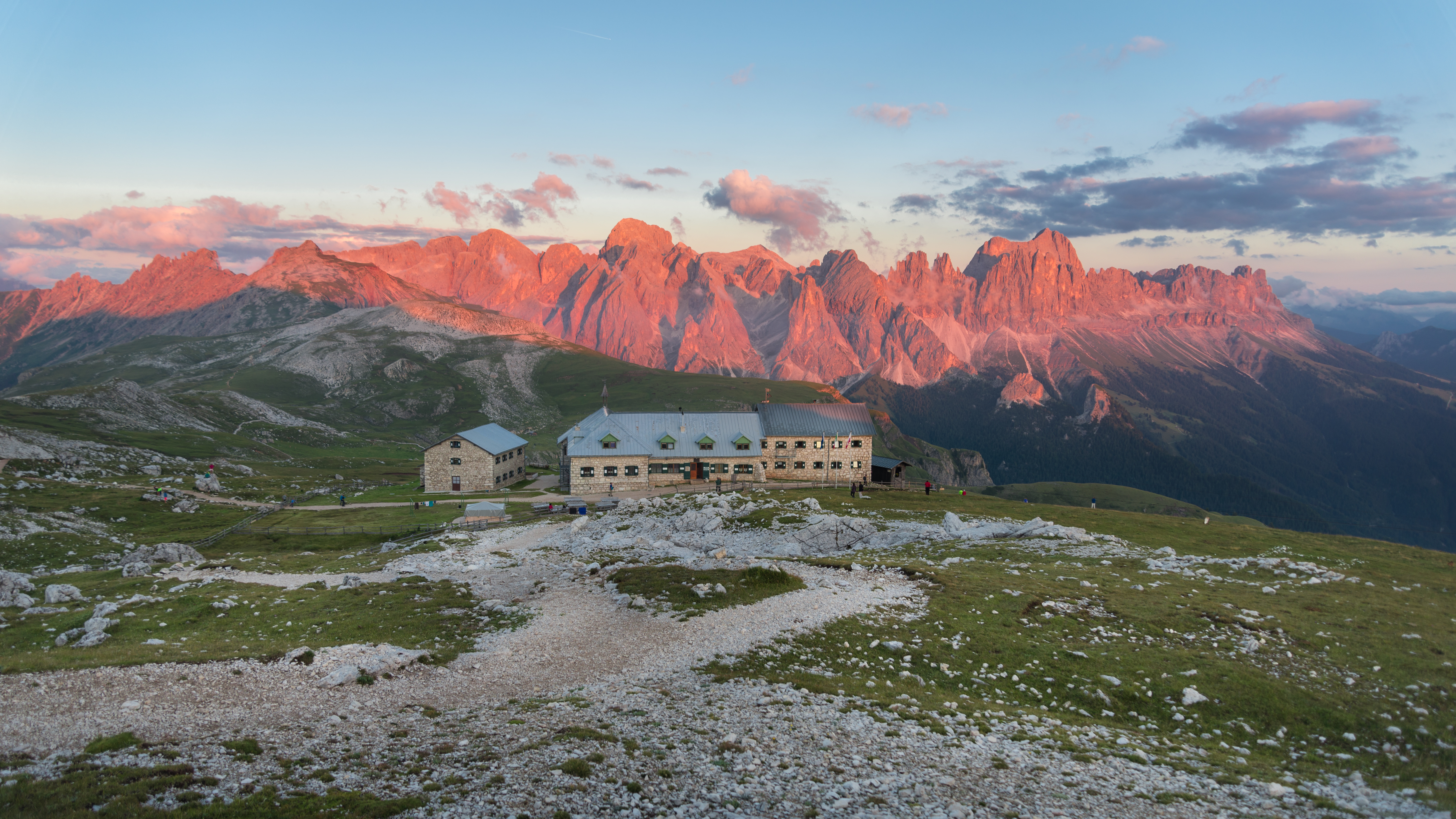
Vista sul Catinaccio dal Rifugio Bolzano durante il fenomeno dell'enrosadira

### Il fenomeno dell'Enrosadira
In virtù della particolare composizione chimica e all'elevata riflettanza che essa conferisce al minerale, se particolari condizioni meteorologiche lo permettono, si dà un fenomeno caratteristico delle Dolomiti, detto enrosadira. Ossia quando le montagne assumono al tramonto una colorazione rosa che passa gradatamente al viola. Anche in questo caso il fenomeno venne attribuito dal folclore ad un incantesimo, nella saga di Re Laurino.

## Ambiente

### Flora

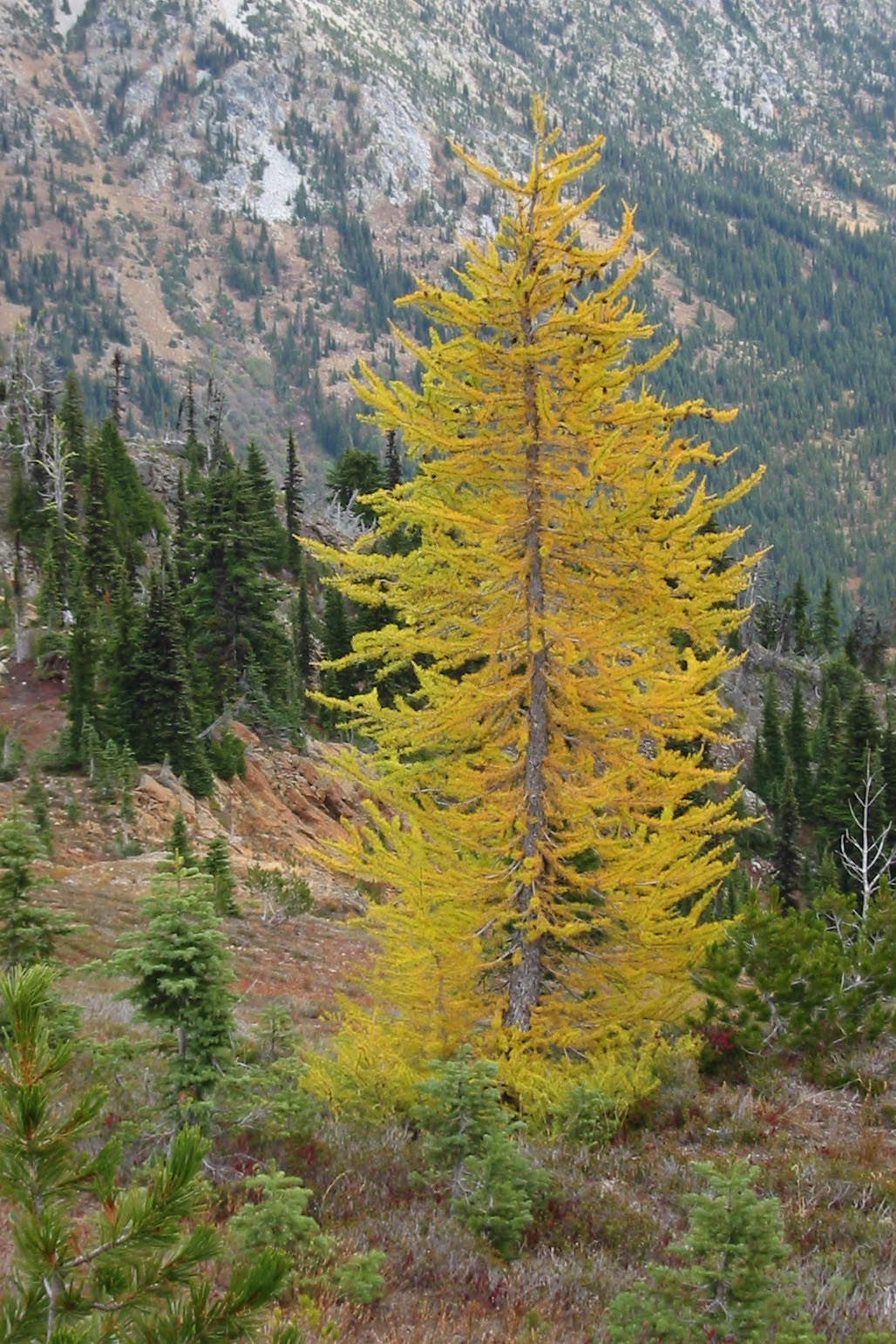
Larice, albero tipico delle Alpi

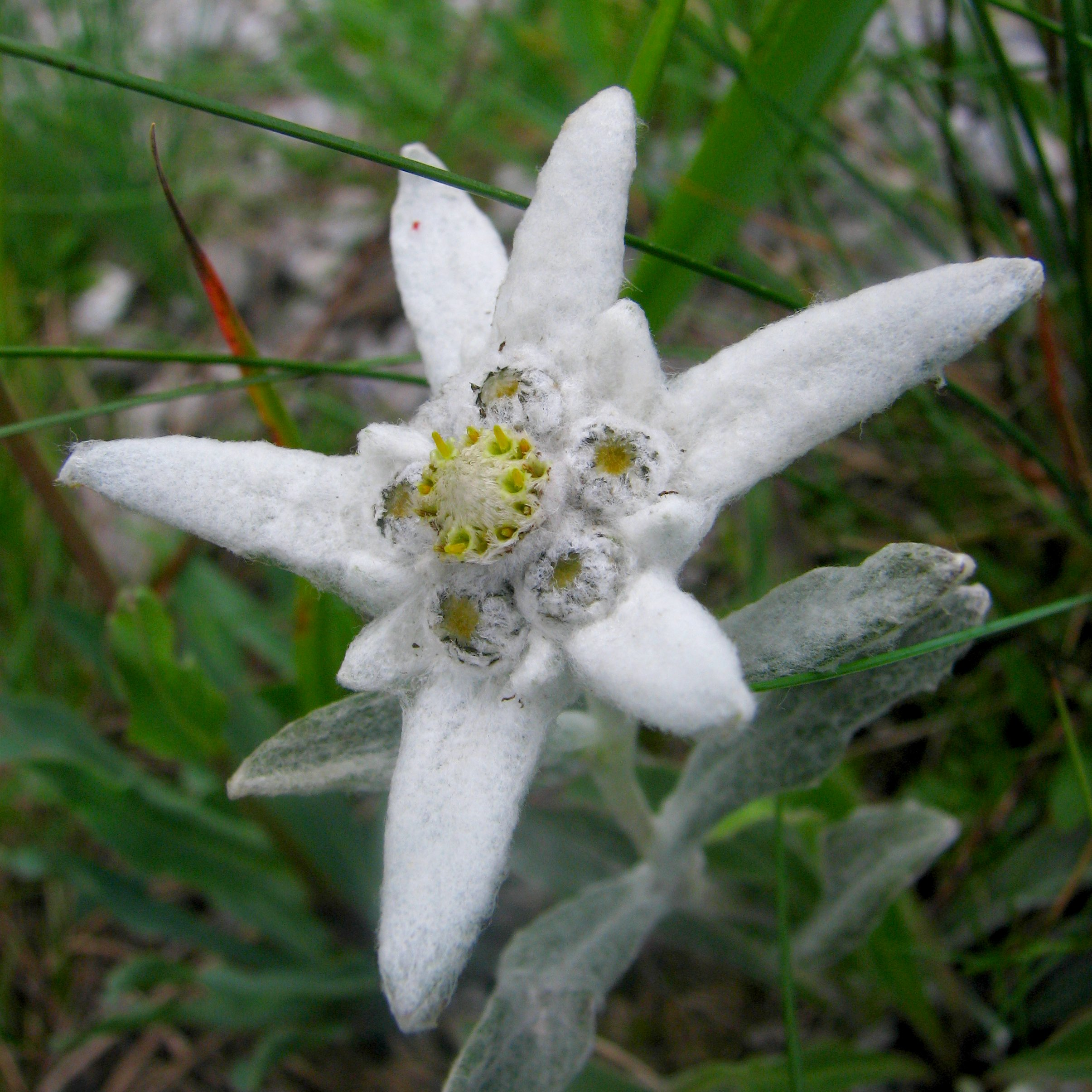
Stella alpina

Fino a 1800 m (versanti nord) o 2200 m (versanti soleggiati) la vegetazione è formata principalmente da boschi di conifere (abete rosso, abete bianco, pino silvestre e larice), mentre nelle alte quote da boschi di larice, cirmolo e cespuglietti di mughi. Il “pino mugo” legnoso, resistente a tutte le bufere, trattiene le nevi, protegge dalle valanghe, e fornisce una sostanza medicamentosa detta “olio di mugo”. Un altro nome del pino mugo è barancio (nelle Dolomiti di Sesto si trovano i gruppi dolomitici della rocca dei Baranci e della Croda dei Baranci). Nelle Dolomiti è presente anche il ginepro che è ad arbusteto e costituisce vasti tappeti con gli arbusteti del mirtillo, dell'erica e del rododendro alpino i quali sono ampiamente diffusi. Al di sotto dei 1200-1000 metri troviamo boschi di latifoglie: faggio, quercia (rovere, roverella), betulla, nocciòlo, castagno, frassino, acero di monte, ornello. In zone ricche di acqua, sul fondovalle, crescono il salice e l'ontano. Molto diffusi sono muschi e licheni.
Sono presenti anche diversi pascoli in alta quota, come ad esempio l'alpe di Siusi, gli altipiani Ampezzani e Pian dei Buoi.
Dai boschi di abete rosso (o peccio) di certe zone (come quelli della val di Fiemme, di Paneveggio o attorno al lago di Carezza) si ricava il legno per le casse armoniche degli strumenti musicali: è l'abete di risonanza. Il popolo del Cadore, fiero delle sue peccete, volle rappresentare nel suo stemma un abete rosso avvinto da due torri.
Importanti come habitat sono pure i luoghi umidi: le torbiere, i siti alluvionali dei torrenti glaciali, le sorgenti, gli specchi d'acqua libera, i prati umidi (molineti), le pozze d'alpeggio, le pozze di risorgiva. Tra i laghi, particolare è il lago di Tovel in Trentino in quanto, a causa di un microrganismo, assumeva in passato una colorazione rossastra. I laghetti delle Dolomiti, come in genere quelli delle Alpi, sono oligotrofi. I più noti e pittoreschi laghi dolomitici sono: il lago di Tovel, il lago di Molveno, il lago di Carezza, il lago di Braies, il lago di Dobbiaco, il lago di Landro, il lago di Misurina, il lago d'Antorno, il lago di Auronzo, il lago di Alleghe.
Innumerevoli sono i tipi di fiori che costituiscono la flora alpina dolomitica, come ad esempio: la stella alpina alle alte quote (originaria degli altopiani aridi dell'Asia centrale), alcuni tipi di genziana, alcuni tipi di sassifraghe (saxifraga), il giglio martagone, la campanula (campanula del Moretti e campanula scheuchzeri), l'azalea alpina del genere rhododendron, l'ambretta strisciante (geum reptans) su macereti e morene, vari tipi di Ranuncolacee (come il botton d'oro, il ranuncolo dei ghiacciai e la clematide alpina), la vitalba alpina, la daphne striata, la miosòtide (o myosotis, noto anche come "non-ti-scordar-di-me"), vari tipi di orchidea, la viola, il ciclamino delle Alpi, il colchicum, il croco, l'astro alpino, il garofano dei ghiacciai, la pulsatilla alpina o anemone alpino, il senecio, la soldanella, la veronica gialla delle rocce (abitatrice delle fessure delle rocce), la nigritella, l'arnica, il narciso, il cardo, il camedrio alpino, il papavero alpino retico, il geranio sanguineo, la pinocchiella delle rupi, il brugo, la valeriana nana, l'aquilegia azzurra, la peonia selvatica, il dente di cane, la primula minima, il leontodon, il raponzolo di roccia, l'androsace alpina e l'androsace di Hausmann, il giacinto di montagna.

### Fauna

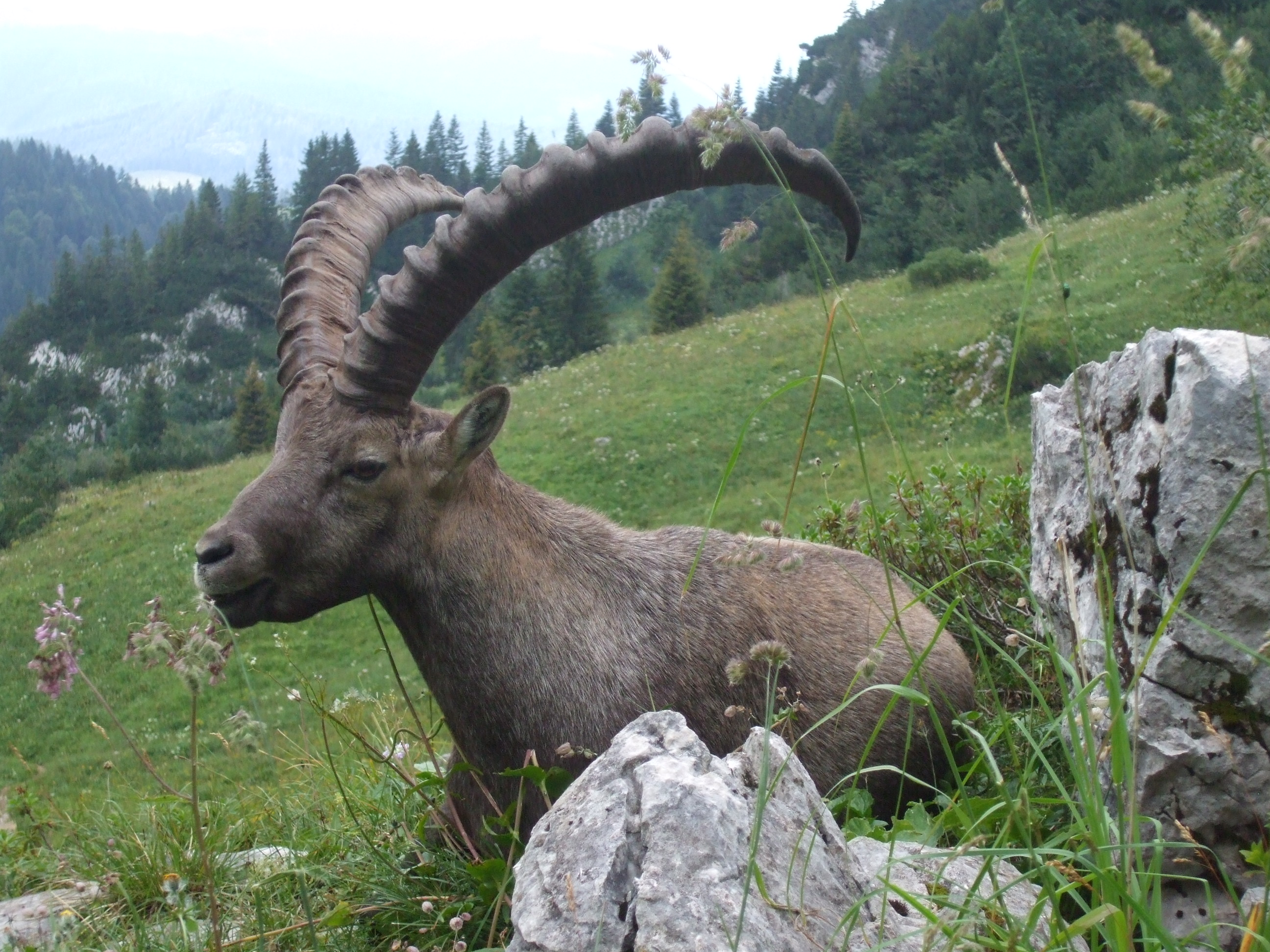
Stambecco delle Alpi

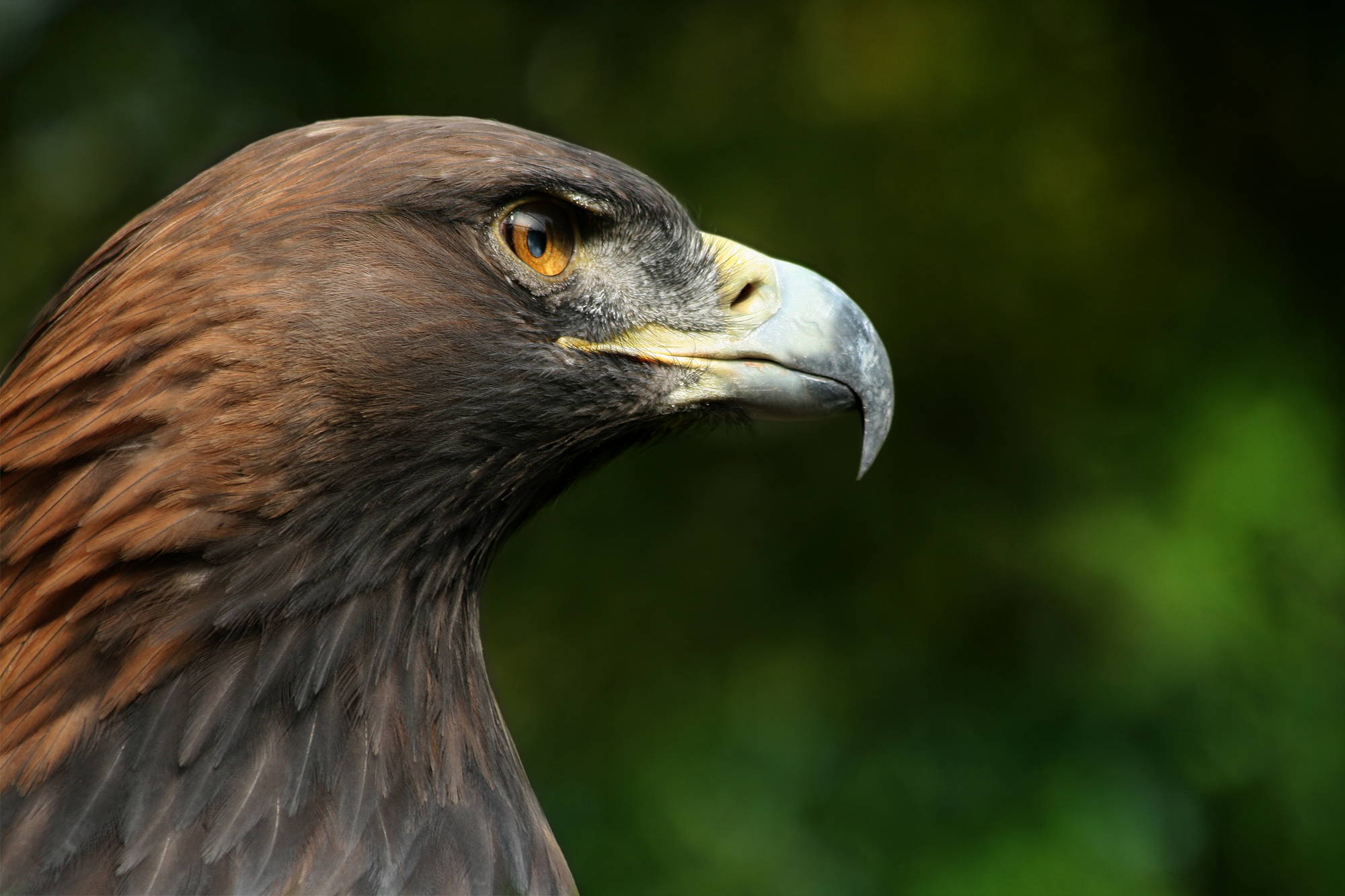
Aquila reale

Nelle Dolomiti vivono numerose specie di mammiferi e roditori: il capriolo, il cervo, il camoscio, lo stambecco, il cinghiale, la marmotta, la martora, lo scoiattolo, il tasso, la donnola, la faina, la puzzola, la talpa, la volpe, la lepre, il ghiro, il riccio. Molto rara è la lontra, ritornata in questi ultimi anni (Alto Adige, Carnia e Cadore). In alcune zone vivono l'orso bruno, la lince e il lupo. Negli ultimi anni in alcune zone (tra Friuli e Trentino-Alto Adige) è stata accertata la presenza dello sciacallo dorato proveniente dalla penisola balcanica.
Tra gli uccelli si ricordano: l'aquila reale, il falco pellegrino, l'astore, la poiana, il gheppio, lo sparviero, il biancone, il gipeto, il corvo, il gallo forcello, la civetta, il barbagianni, l'urogallo, il picchio, l'upupa, lo sparviero, il fagiano di monte, il francolino di monte, il gufo, la pernice bianca, il merlo e il merlo acquaiolo, il gracchio alpino, la ghiandaia, l'allocco, la coturnice, il tordo, il pettirosso.
Tra gli anfibi vivono la rana alpina, il rospo, la lucertola, il ramarro, il tritone alpestre, la salamandra, la salamandra alpina, l'ululone. Tra i rettili velenosi vi sono la vipera e il marasso. Sono presenti pure la biscia dal collare, il biacco, la coronella austriaca, il saettone, l'orbettino.
I pesci autoctoni sono rappresentati a fondo valle dalla trota marmorata, dallo scazzone e dal temolo. Oltre gli 800-1000 m s.l.m. è presente quasi esclusivamente la trota fario che nelle zone di transizione degli areali dà luogo a popolazioni ibride Fario-Marmorata.
Seppur rarissimo, nei fondovalle a quote meno elevate ed occasionalmente fino a 1000-1400 m.s.l.m., è presente il gambero di fiume.

### Clima
Il clima delle Dolomiti è alpino, caratterizzato da estati brevi e fresche, con frequenti temporali soprattutto pomeridiani. Gli inverni sono lunghi, nevosi e molto freddi.

### Antropizzazione
Le prime frequentazioni degli esseri umani nelle Dolomiti risalgono all'11.500 a. C. L'insediamento stanziale nelle valli dolomitiche è ben documentato dall'età del bronzo. Nel corso del I millennio avanti Cristo le Dolomiti furono popolate dai Reti e colonizzate pure dai Celti, popoli che ebbero rapporti commerciali anche con gli Etruschi. Successivamente il territorio fu occupato dai Romani che, in età imperiale, divisero l'area tra le province di Raethia e Noricum a nord e la X Regio Venetia et Histria a sud. Il contatto tra le popolazioni retiche indigene e quelle latine diede origine ad una nuova cultura e lingua: il ladino. Nell'alto Medioevo (VI secolo) vi giunsero i Longobardi. Dall'XI secolo si formarono nell'area dolomitica forme di autogoverno delle comunità locali (Magnifiche Comunità o Regole), esercitate per mezzo di statuti votati democraticamente (le Carte di Regola o Statuti).
Durante il periodo fra i secoli XIV e XVIII il territorio dolomitico fu diviso in due grandi aree d'influenza austroungarica e veneta. I principati vescovili di Trento e Bressanone facevano parte del Sacro Romano Impero, mentre il Bellunese (tranne il comune di Cortina d'Ampezzo che fu dell'Impero fra il 1511 e il 1918) e la Carnia appartenevano alla Repubblica di Venezia la quale in Carnia e in Cadore si sostituì al dominio del patriarcato di Aquileia nel XV secolo. La Carnia fu territorio austriaco fra il 1814 e il 1866. Il Bellunese, come tutto il Veneto, entrerà a far parte del Regno d'Italia nel 1866 dopo la terza guerra d'indipendenza, tranne, come già accennato, la zona di Cortina d'Ampezzo. Il Trentino-Alto Adige entrerà a far parte del Regno d'Italia nel 1918 al termine della prima guerra mondiale.
Quanto poi agli insediamenti umani, nell'area sudtirolese tedescofona prevale il cosiddetto maso chiuso, mentre nella zona ladina (Badìa e Gardena, Trentino, Bellunese) prevalgono le cosiddette viles, nuclei compatti di case addossate le une alle altre. Sono dominanti due diversi modelli culturali: sull'area germanofona prevale il modello germanico, basato su un'organizzazione per nuclei monofamiliari con prevalenza dell'allevamento sull'agricoltura e quindi caratterizzato da ampie superfici a pascolo generalmente indivise; nell'area di cultura romanza è invece diffuso il modello romano, con un'organizzazione sociale in piccole comunità regolate dal diritto romano e dedite prevalentemente all'agricoltura e alla silvicoltura.
Già si è ricordato che le Dolomiti sono dette, da una leggenda popolare, "Monti Pallidi". Numerosi sono i cicli di leggende e i racconti che trattano di popolazioni remote (Fanes Cayuteres, Croderes, Marmaroles da cui Marmarole, ecc.) che abitavano mitici regni, dando vita a scontri leggendari e intrecciando relazioni con magiche presenze nella natura circostante (maghi, gnomi, giganti, fate, streghe, orchi, spiriti, ondine). La versione originale è in lingua ladina, raccolte alla fine dell'Ottocento da Giovanni Battista Alton e successivamente da Hugo de Rossi. Quasi negli stessi anni Karl Felix Wolff raccolse le saghe relative al filone relativo al Regno dei Fanes, rimaneggiò la materia con una certa libertà e le tradusse in tedesco. La sua opera ebbe una grande diffusione a livello internazionale.
Diverse valli dolomitiche in epoca preistorica e protostorica erano abitate - secondo la tradizione - dai salvàns (uomini) e dalle anguane (donne), gente dalla corporatura massiccia, di media statura, dai capelli nerissimi, con barba nera e lunga. Vestivano con pelli di animali cacciati ed erano armati di grossi bastoni nodosi ed aste appuntite o munite di una punta di pietra. Abitavano in grotte o tuguri di tronchi di legno e pelli di animali. Si cibavano di prodotti dei boschi e della carne degli animali cacciati. A poco a poco abbandonarono gli insediamenti più favorevoli di fondovalle e si rifugiarono nei boschi, poiché erano minacciati dal moltiplicarsi dei villaggi e delle genti guerriere (probabilmente indoeuropei) che erano giunte per insediarsi e poi diffondersi sempre di più.

### Tutela
Numerosi parchi naturali proteggono questa particolare natura e vari comitati ad hoc si sono impegnati nel proporre le Dolomiti come Patrimonio dell'umanità dell'UNESCO, tentativo coronato da successo il 26 giugno 2009, quando a Siviglia i ventuno componenti del World Heritage Committee hanno deciso all'unanimità di includere la quasi totalità delle Dolomiti nell'elenco dei patrimoni naturali. La candidatura era stata inizialmente avanzata nel 2004 dal Ministero dei Beni Culturali, ma era stata bocciata dall'UNESCO nel maggio 2006. Successivamente il gruppo di lavoro UNESCO del Ministero dell'Ambiente e della Tutela del Territorio e del Mare, coordinato dal prof. Pier Luigi Petrillo, ha ripresentato i due dossier di candidatura, avviando, contestualmente, un intenso negoziato con i 165 paesi membri della Convenzione e i 37 paesi membri del Comitato. A conclusione del negoziato, durato due anni e mezzo, l'Autorità indipendente di valutazione delle candidature naturalistiche, l'IUCN, ha espresso parere favorevole alla candidatura. Da ultimo, a Siviglia, nel giugno 2009, la squadra coordinata dal prof. Petrillo ha condotto gli ultimi finali negoziati ottenendo il riconoscimento dell'UNESCO che "certifica" l'unicità, nel mondo, delle Dolomiti.

#### I nove sistemi dolomitici protetti dall'UNESCO
Il bene "Dolomiti UNESCO" comprende nove sistemi dolomitici:
| N | Foto | Sistema                                                                     |
| - | ---- | --------------------------------------------------------------------------- |
| 1 |      | Pelmo e Croda da Lago                                                       |
| 2 |      | Marmolada                                                                   |
| 3 |      | Pale di San Martino, Pale di San Lucano, Dolomiti bellunesi, Vette Feltrine |
| 4 |      | Dolomiti friulane e d'oltre Piave                                           |
| 5 |      | Dolomiti settentrionali                                                     |
| 6 |      | Puez - Odle                                                                 |
| 7 |      | Sciliar-Catinaccio e Latemar                                                |
| 8 |      | Gola del rio delle Foglie                                                   |
| 9 |      | Dolomiti di Brenta                                                          |

#### Aree naturali protette
- Parco nazionale delle Dolomiti Bellunesi
- Parco naturale regionale delle Dolomiti d'Ampezzo
- Parco naturale Fanes - Sennes - Braies
- Parco naturale Paneveggio - Pale di San Martino
- Parco naturale dello Sciliar
- Parco naturale Tre Cime
- Parco naturale Puez-Odle
- Parco naturale provinciale dell'Adamello-Brenta
- Parco naturale delle Dolomiti Friulane

## Società

### Lingue
Nell'area dolomitica si parlano la lingua italiana, la lingua tedesca in Alto Adige (area bilinguistica) e, in certe valli, la lingua ladina. Nelle province di Udine e Pordenone viene parlata la lingua friulana.

## Economia

### Turismo

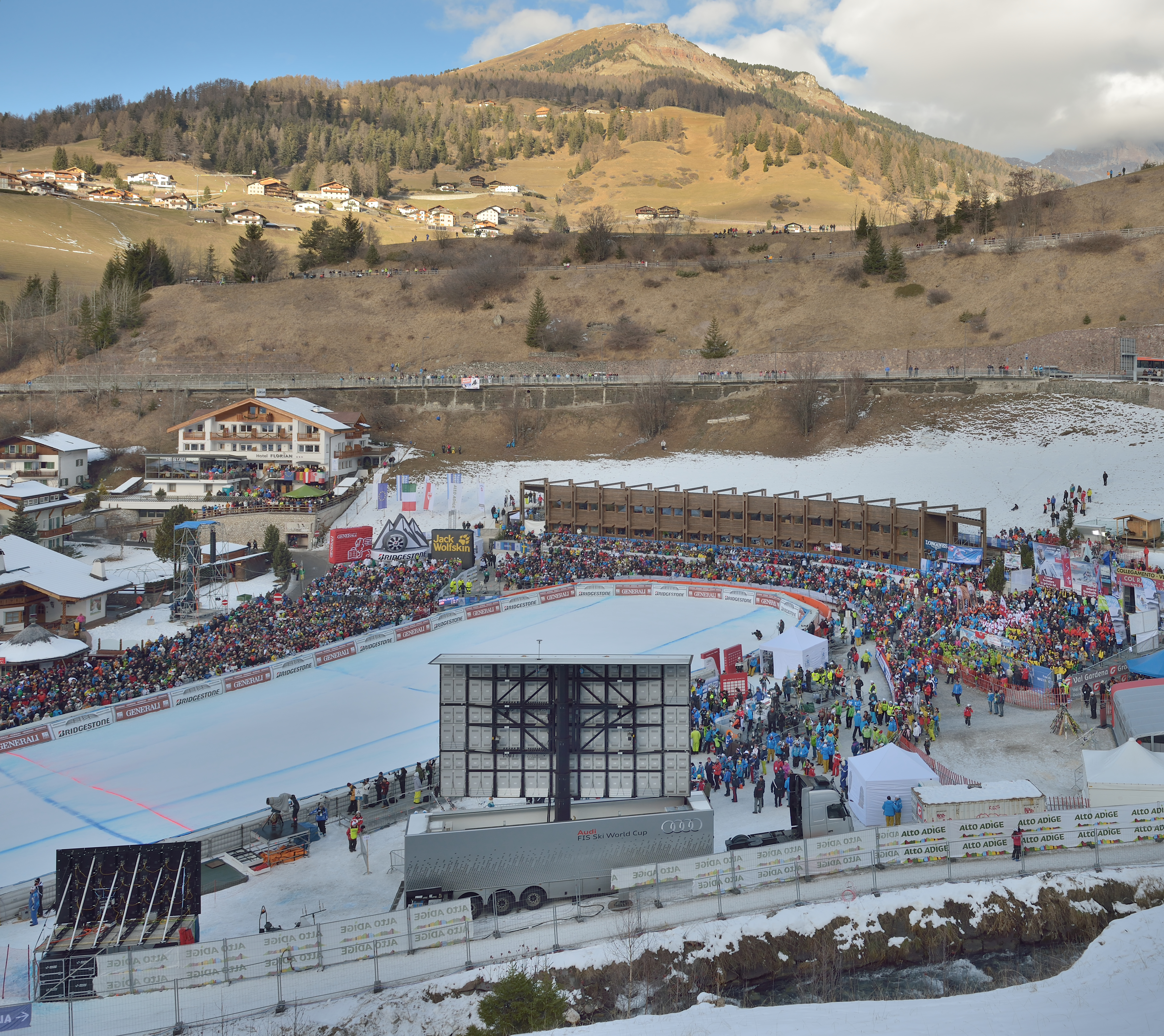
Tratto finale della pista Saslong, nel Dolomiti Superski

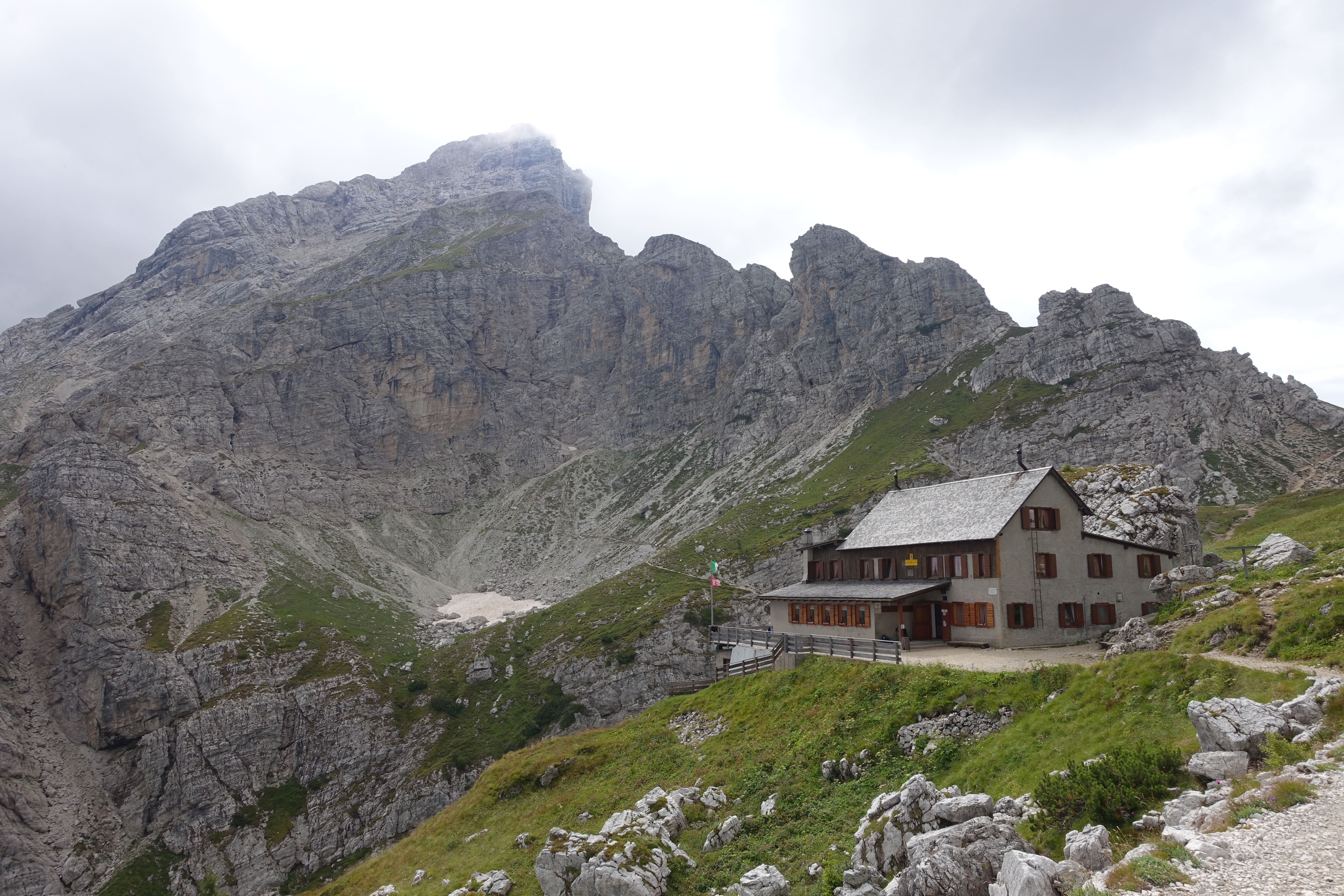
il Rifugio Coldai lungo l'Alta via n. 1

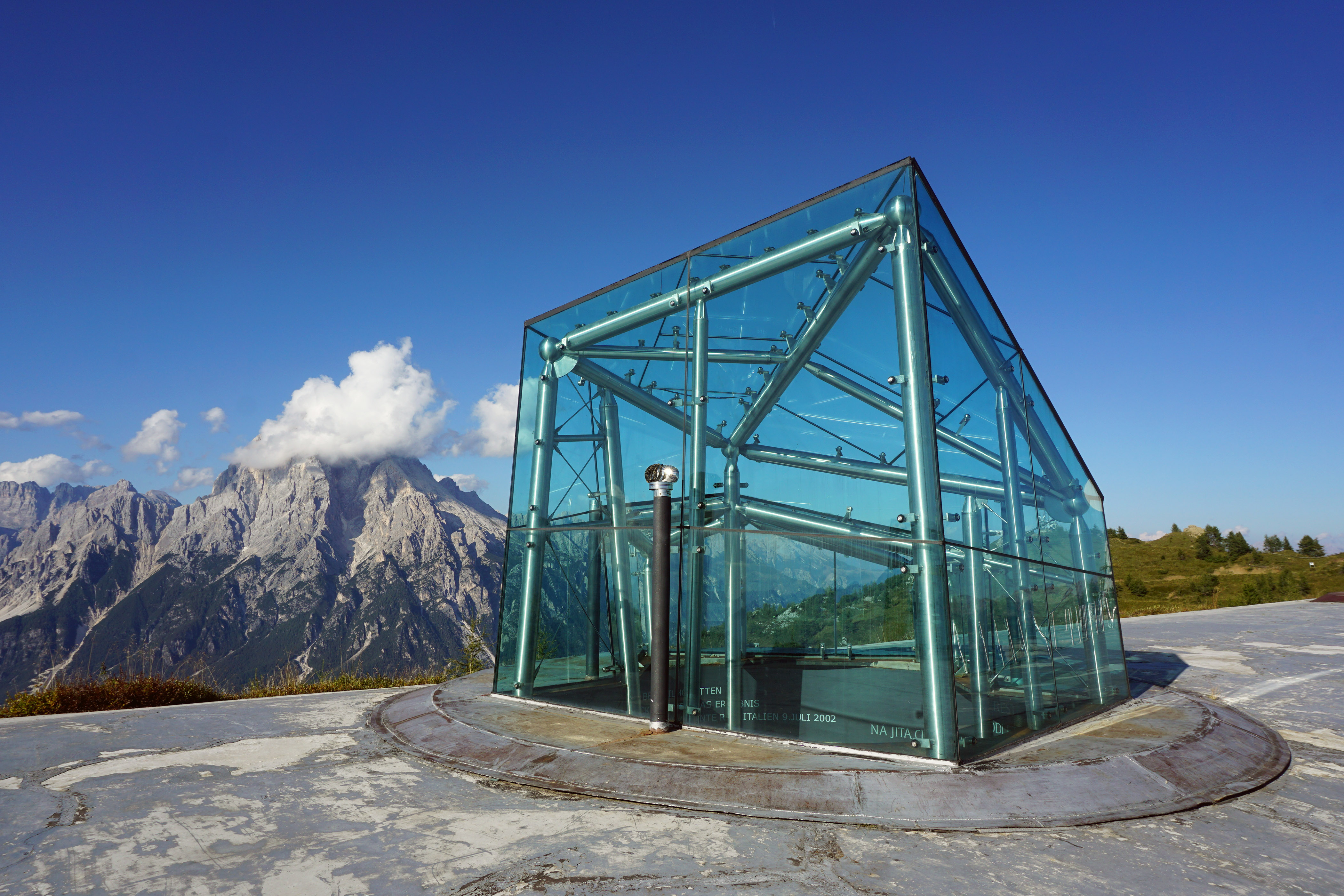
Il Messner Mountain Museum del Monte Rite

Le Dolomiti, specialmente nella loro parte settentrionale e occidentale, sono intensamente sfruttate ad uso turistico. In particolare le valli delle Province di Trento e Bolzano e la parte alta della Provincia di Belluno basano la propria economia sulla pratica invernale dello sci alpino divenuto popolare con le Olimpiadi invernali di Cortina del 1956. Il Dolomiti Superski unisce poi sotto un unico skipass la quasi totalità dei comprensori sciistici della zona. Più marginali sono invece lo sci di fondo (di cui esistono però vari punti di eccellenza sparsi nelle varie vallate), e lo sci alpinismo che, in costante crescita negli ultimi decenni, vede la continua nascita di nuovi sci club e gare (prevalentemente notturne) tra le quali vanno sicuramente citate la "Dolomiti Sotto le Stelle" e la "Sellaronda Skimarathon".
L'estate è invece il tempo dell'escursionismo e delle scalate, che interessano l'intera area. Le Dolomiti vantano una lunga tradizione escursionistica e alpinistica che nel corso del '900 ha dotato molte montagne di una via di salita segnalata e spesso ferrata per facilitarne l'accesso. Le Vie Ferrate sono estremamente diffuse e non si contano i tipici rifugi alpini e i Bivacchi Fissi che facilitano di molto la salita a questi monti. Altro punto di eccellenza sono le Alte Vie delle Dolomiti: sentieri ben battuti e segnati che consentono di compiere lunghe attraversate a tappe della durata di svariate giornate camminando sempre in quota senza mai scendere a fondovalle. Le due Alte Vie più famose sono l'Alta Via numero 1 dal Lago di Braies a Belluno e l'Alta Via numero 2 da Bressanone a Feltre. L'arrampicata, data la sua estrema variabilità e veloce evoluzione, meriterebbe un capitolo a sé stante: vie alpinistiche (classiche e moderne) in montagna, Big Wall, falesie attrezzate, vaste aree boulder e arrampicata su ghiaccio sono solo alcuni esempi delle varie attività legate a questo sport.
Alcune fra le località di villeggiatura più conosciute presenti nelle vallate dolomitiche sono: Cortina d'Ampezzo nella Conca Ampezzana, Auronzo di Cadore-Misurina in val d'Ansiei, Rocca Pietore-Marmolada nella val Pettorina, Agordo nella Conca Agordina, Selva, Santa Cristina e Ortisei in Val Gardena, Dobbiaco e Sesto in val Pusteria, Castelrotto ai piedi dell'alpe di Siusi, Canazei, Campitello di Fassa e Moena nella val di Fassa, Falcade in valle del Biois, San Martino di Castrozza nel Primiero, Arabba nella valle di Livinallongo, Corvara, La Villa, San Cassiano, Badia in val Badia, Selva di Cadore in Val Fiorentina, Madonna di Campiglio in val Rendena, Sappada e Forni di Sopra in Friuli Venezia Giulia.
Un altro tipo di turismo è rappresentato dai luoghi legati ai combattimenti del fronte italiano della prima guerra mondiale: tra questi ricordiamo il Pasubio nelle Piccole Dolomiti (Strada delle 52 gallerie e Dente Italiano). Sul Monte Rite, nel comune di Cibiana di Cadore, è possibile visitare il museo MMM Dolomites dedicato alla storia dell'esplorazione e dell'alpinismo nelle Dolomiti. Alcune località turistiche storiche assieme alle montagne più famose hanno assunto durante il turismo Romantico a cavallo tra '800 e '900 degli appellativi o "soprannomi" (spesso confusi tra loro dai media) che risultano però diffusi ancor oggi:
| Località          | Appellativo            |
| ----------------- | ---------------------- |
| Marmolada         | Regina delle Dolomiti  |
| Antelao           | Re delle Dolomiti      |
| Agner             | Gigante delle Dolomiti |
| Cimon della Pala  | Cervino delle Dolomiti |
| Cortina d'Ampezzo | Signora delle Dolomiti |
| Agordo            | Cuore delle Dolomiti   |
| Moena             | Fata delle Dolomiti    |
| Feltre            | Venezia delle Dolomiti |
| Belluno           | Porta delle Dolomiti   |

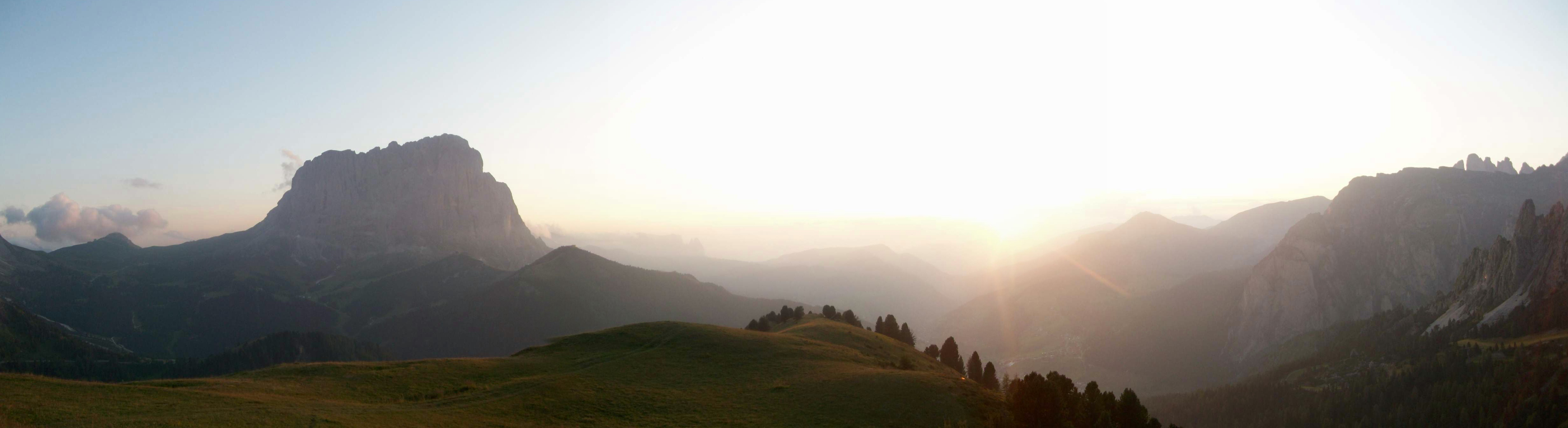
Panoramica dal passo Gardena verso la val Gardena, con le località di Santa Cristina Valgardena, Selva di Val Gardena e Ortisei, e il Sassolungo.
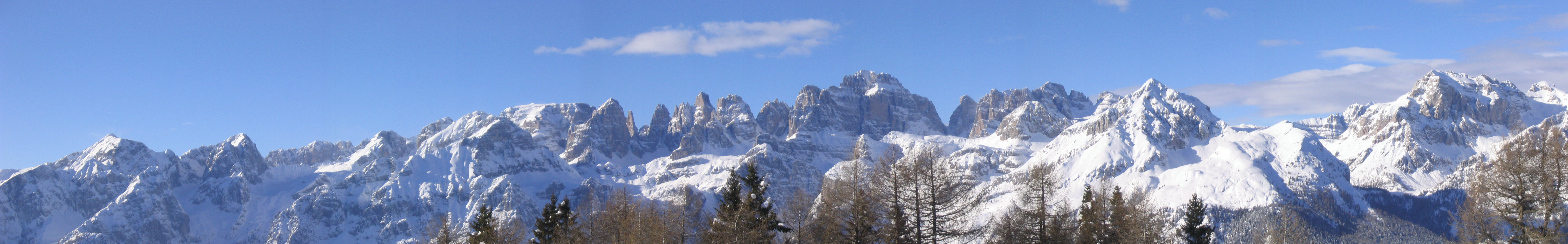
Panoramica sul Gruppo delle Dolomiti di Brenta.
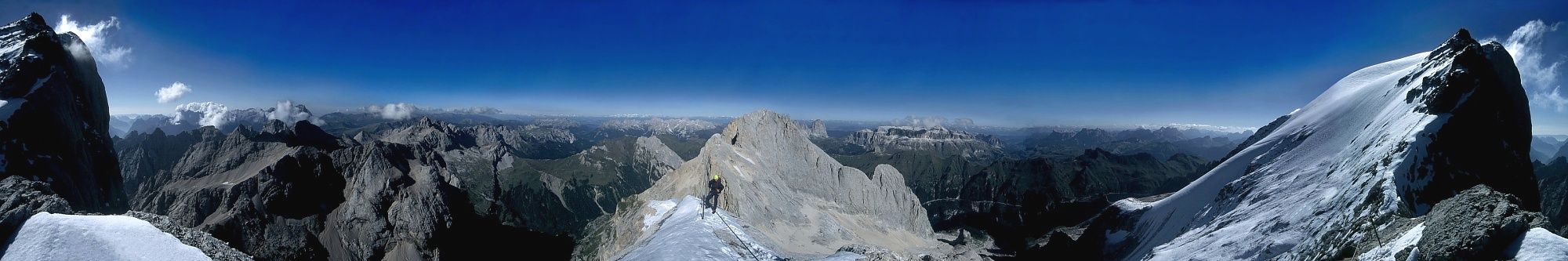
Panoramica dalla cresta ovest della Marmolada. All'orizzonte, a destra e sinistra di Punta Penia, le Pale di San Martino, il Latemar, il Catinaccio, il Sassolungo, il Sella e le Dolomiti Ampezzane.
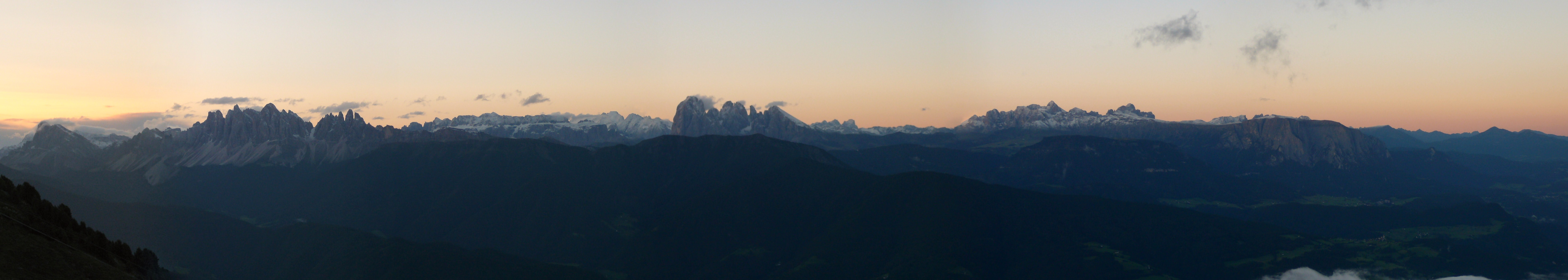
Una veduta dell'alba sulle principali cime delle Dolomiti occidentali, dal monte Pascolo: il Sass de Putia, il gruppo Puez-Odle, il Gruppo del Sella, il Sassolungo ed il Sassopiatto, la Marmolada, l'alpe di Siusi ed il Gruppo del Catinaccio.

### Allevamento
L'allevamento, praticato da secoli dalla popolazione in modo tradizionale, secondo la modalità dell'alpeggio, ha anche un'attrattiva turistica, ed è oggi praticato principalmente per la produzione alimentare artigianale.

### Artigianato
In alcune zone delle Dolomiti l'artigianato tipico (sculture in legno) ha una grande tradizione e assume un importante ruolo economico.

## Cultura

### Nei media
Nelle Dolomiti sono state girate alcune scene di vari film, tra cui La Pantera Rosa (The Pink Panther) di Blake Edwards (1963), Per favore, non mordermi sul collo! di Roman Polański (1967), L'ultimo imperatore di Bernardo Bertolucci (1987), Solo per i tuoi occhi con Roger Moore (1981), Cliffhanger con Sylvester Stallone (1993) e The Italian Job di F. Gary Gray (2003), oltre alla serie televisiva Un passo dal cielo con Terence Hill (2010).